# Géographie du kraï du Primorié
Pour un article plus général, voir Kraï du Primorié.

Carte du Primorié avec les principales villes.

La géographie du kraï du Primorié est l'ensemble des réalités physiques et humaines qui composent le kraï du Primorié. Situé dans l'Extrême-Orient russe, le Primorié a une superficie de 164 673 km2. Le Primorié fait environ la taille du Suriname, et il est plus grand que des États comme la Grèce ou l'Islande. L'un des premiers à avoir cartographier la région est l'explorateur russe Vladimir Arseniev, dont une ville a été nommée en son honneur. Il partage une frontière avec deux autres pays — la Corée du Nord avec sa province de Rasŏn sur moins de 20 kilomètres au sud et la Chine à l'ouest avec les provinces de Jilin et du Heilongjiang ; ainsi qu'une frontière avec le kraï de Khabarovsk au nord. Il est baigné par le détroit de Tatarie qui le sépare de Sakhaline et par la mer du Japon qui le sépare du Japon.
Vu de l'espace, la région se distingue par ses montagnes qui occupent plus des deux tiers du territoire. Le plus grand massif est la cordillère de Sikhote-Aline dans l'est et dans une moindre mesure les montagnes mandchoues-coréennes. Le reste du territoire est occupé par la plaine de l'Oussouri, rivière qui après être passée par le lac Khanka, fait office de frontière avec la Chine. La plupart des cours d'eau de la région se jette dans l'Oussouri, et les autres sont de petits fleuves côtiers qui se jettent dans la mer du Japon. Après le Daghestan, c'est le second sujet le plus méridional de Russie.
Le Primorié, littéralement « province maritime », contient de nombreux golfes, baies, îles, îlots et caps, souvent nommés en l'honneur de personnalités russes. Parmi ces lieux, on retrouve le golfe de Pierre-le-Grand ou l'île Rousski.
Si la région est certes vaste, elle est inégalement peuplée, avec en 2021 pas moins de 814 370 personnes habitant le Grand Vladivostok, pour une superficie de 5328 km2, soit 44 % de la population établit dans 3,24 % du territoire. En revanche, il n'y avait en 2021 que 10 144 habitants dans le raïon de Terneï, pour une superficie de 27 102 km2.

## Situation

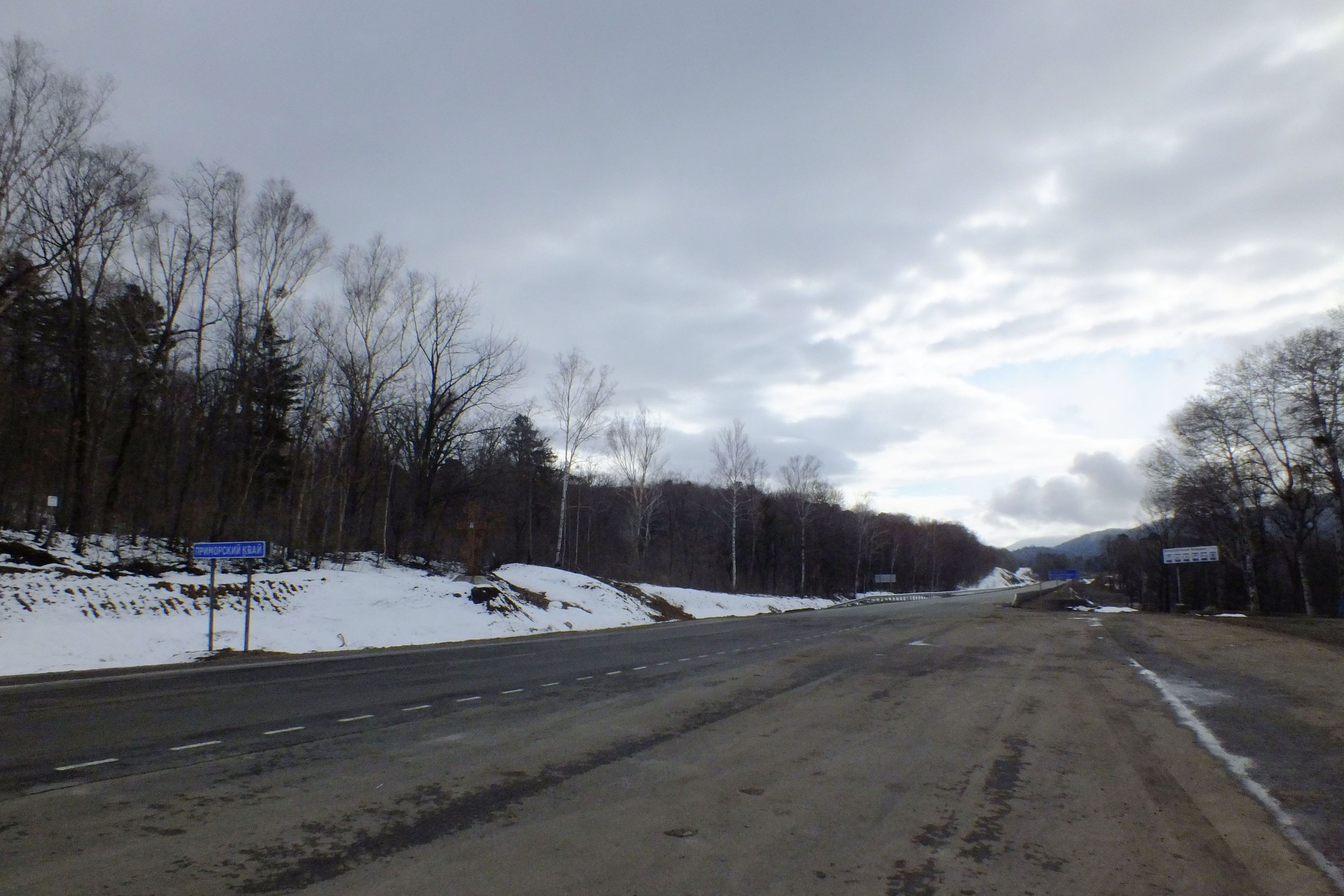
Entrée dans le Primorié de l'A370, avec le panneau à gauche.

Le kraï du Primorié est situé aux confins de la Russie, dans l'Extrême-Orient. Elle est confinée entre la Chine, avec qui elle partage 700 km de frontières, à l'ouest et la mer du Japon à l'est. Elle est aussi limitrophe du kraï de Khabarovsk au nord sur 1 142 kilomètres, sur une toute petite partie de la Corée du nord au sud-ouest. Elle est aussi baignée par le détroit de Tatarie au nord-ouest, qui la sépare de Sakhaline. La région s'étend sur une bande de 900 km de long entre le 42e et le 48e parallèle, soit aux mêmes latitudes que le sud de la France ou le nord de l'Italie par exemple, ou encore l'île de Hokkaido du Japon plus proche. Cette bande est large au maximum d'environ 430 km. Il y au total 3000 kilomètres de frontières, dont 1500 km environ étant le littoral de la région.
Les frontières du Primorié passent principalement par des frontières naturelles, mais pas seulement. Elle commence avec le Tumen qui fait office de frontière avec la Corée du Nord. Ensuite, elle suit plus ou moins la ligne de partage des eaux entre les bassins de la Mudan et des rivières vers la mer du Japon. Après avoir passé le tripoint avec le Jilin et le Heilongjiang, elle entre dans le bassin de l'Oussouri, et elle fait une ligne droite sur une partie de cette traversée. Elle reprend ensuite une ligne de crête jusqu'au lac Khanka, en séparant les bassins du Muling He et de l'Oussouri. Après avoir traversé le lac, elle suit le trajet de la Soungatcha, puis de l'Oussouri, jusqu'à arriver au kraï de Khabarovsk. De là, la frontière avec ce kraï suit principalement la ligne de partage des eaux entre les rivières Bikine (au sud) et Khor (au nord). Une fois atteinte la ligne de crête de la cordillère Sikhote-Alline, elle l'emprunte un peu vers le nord, puis elle redescend jusqu'à la mer en suivant la ligne de partage des eaux entre la rivière Samarga au sud et les rivières Kopni, Botchi et Nelma au nord.
Le territoire possède une superficie de 164 673 km2, soit 0,97 % du territoire de la fédération de Russie. Il est 23e le sujet en termes de superficie, mais reste cependant un sujet de taille moyenne en Russie, comparé aux grandeurs des régions voisines comme le kraï de Khabarovsk ou la Iakoutie. La quasi-totalité du territoire (environ 80 %) est occupée par des zones montagneuses et son point culminant est le mont Anik avec ses 1 932 mètres, à la frontière avec le kraï de Khabarovsk. En matière de zone de vie, le village le plus haut est Molodejnoïe qui culmine à 790 mètres, dans le raïon de Krasnoarmeïrsk.
Le point le plus au nord est la source de la rivière Dagda (un affluant de la Samarga) (48° 16′ 19″ N, 138° 11′ 00″ E), celui au sud l'embouchure du fleuve Tumen (42° 15′ 17″ N, 130° 21′ 51″ E). Le point le plus occidental est situé près de la source de la rivière Novgorodovka, à 130°24 E, et le cap Zolotoï est le point le plus oriental (47° 11′ 24″ N, 138° 35′ 33″ E).

## Géographie physique

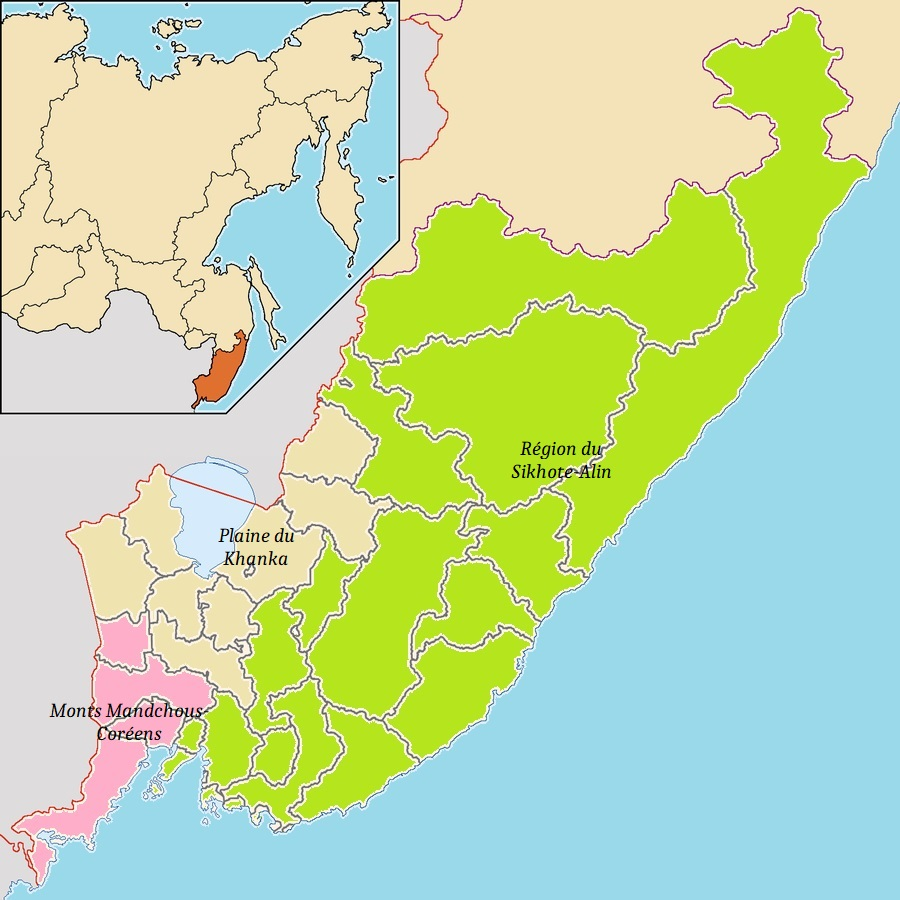
Régions géographiques du Primorié, les raïons ont été coloriés en fonction de la région majoritaire.

### Trois régions
Le Primorié comprend trois grandes régions géologiques : le Sikhote-Aline, la plaine du Khanka et les monts mandchous-coréens, qui ont chacun leurs propres caractéristiques géologiques mais aussi de peuplements humains. La plupart des raïons du Primorié font partie de deux des trois régions, mais toutes ont une des deux régions qui occupent plus de superficie que l'autre. L'exception est l'okroug urbain d'Oussouriïsk, qui s'étend sur les trois à la fois. Même si la côte du golfe de Pierre le Grand fait partie de la région de Sikhote-Aline, elle s'en distingue par ses restes d'un activité volcanique, avec plusieurs anciens volcans, dont le volcan Baranovski. D'autres son, dans la plaine du Khanka, toujours actifs.
Le relief accidenté des massifs mandchous-coréens et du Sikhote-Aline fait qu'ils sont que peu peuplés, la population se concentrant essentiellement dans les plaines et vallées fluviales. L'essentiel de la population vit soit dans l'agglomération de Vladivostok (en partie montagneuse, en partie en plaine) soit dans la plaine du Khanka. Ces deux zones combinées, c'est la partie la plus peuplée de tout l'Extrême-Orient de la Russie, et le cœur de l'agriculture de cette région-ci.

#### Sikhothe-Alin
Le Sikhote-Aline est une vaste chaîne de montagnes d'environ 1 350 kilomètres de long s'étendant du nord au sud depuis le sud du Primorié vers Nakhodka jusqu'à Nikolaïevsk-sur-l'Amour dans le kraï de Khabarovsk. La partie primorienne occupe tout l'est de la région, soit 70 % de tout le Primorié. Le point culminant de la région est le mont Anik avec ses 1 932 mètres dans le raïon de Pojarskoïe, même si le sommet le plus haut de la cordillère est Tordoki Iani avec ses 2 090 mètres dans le kraï de Khabarovsk. Sur les 10 plus hauts sommets de la cordillère, cinq sont situés dans le Primorié, avec l'Oblatchnaïa ; la Bolotnaïa ; l'Ostraïa et le mont Arseniev, nommé d'après l'explorateur Vladimir Arseniev. L'enneigement est total en hiver dans toutes les zones, mais aucun sommet n'atteint l'étage des neiges éternelles.

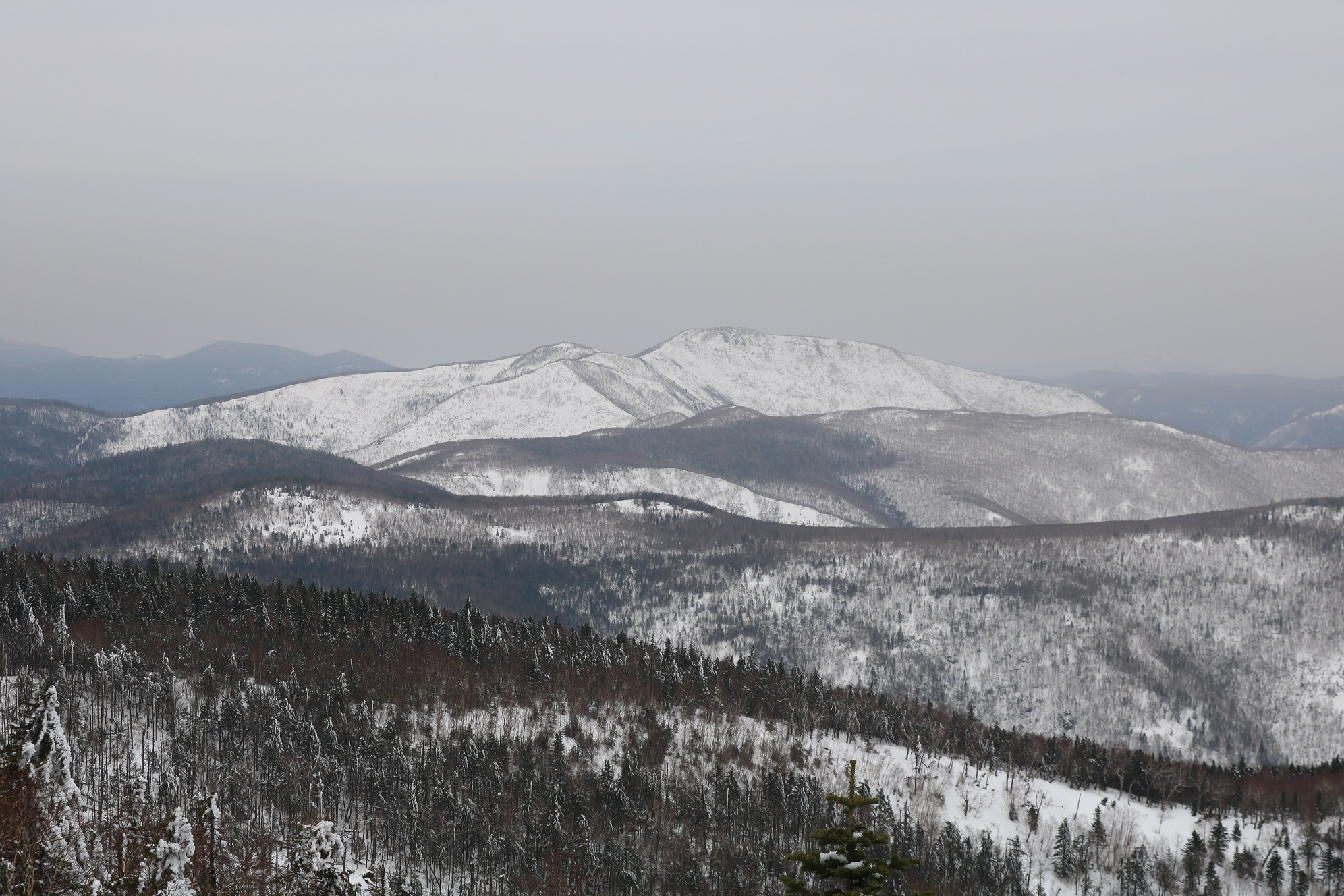
Mont Sedaïa, versant de la mer du Japon près de Dalnegorsk.

Depuis la plaine du Khanka, le relief s'élève progressivement depuis des collines jusqu'aux pics avant de redescendre vers la mer. De cette topographie se distinguent deux versants avec des climats et reliefs différents. Tout d'abord, le versant de la mer du Japon qui se caractérise par des falaises, vallées encaissées et des éboulements fréquents. De nombreuses rivières forment des petites plaines avant de se jeter dans la mer (comme à Samarga ou Maksimovka dans le nord, ou celle de la Partizansk). On retrouve les plus hauts sommets, avec des altitudes dans la partie nord supérieures à 1 200 mètres, mais aussi des plaines de montagnes, couvertes de mélèzes et de tourbières. Le sud de ce versant se découpe en de nombreuses baies, avec des falaises et plages propices aux tourisme, mais aussi des monts supérieurs aux 1 000 mètres. L'autre versant est celui de l'Oussouri-Khanka, qui donne sur la plaine de Khanka. A contrario du premier, il est bien moins haut (environ 500 mètres), avec de grandes plaines (d'Arseniev, de Malinovka, de la Bolchaïa Oussourka (en) ou de la Bikine par exemple) parsemant les différentes crêtes. Les monts deviennent des collines au fur et à mesure que l'on s'approche de la plaine.
Trois massifs font la bordure occidentale de la chaîne :
- les montagnes Bleues, avec une altitude moyenne entre 300 et 500 mètres, la plus orientale ;
- les montagnes Bleues orientales, avec une altitude moyenne d'environ 600 mètres, qui passe par Arseniev ;
- les montagnes Froides, avec une altitude de 500 à 800 mètres.

La monts Dalni (ru) marquent ce qui peut être considéré comme le centre de la crête du Sikhote-Aline primorien, non-loin du village de Terneï, avec le mont Gloukhomanka (ru) et ses 1 593 mètres. Un peu plus au sud, entre Vyssokogorsk  et Dalnegorosk sur la route 05N-100 se trouve le col de Vyssokogorsk (ru). C'est, avec ses 605 mètres, le col le plus important de toute la chaîne, et aussi le plus septentrional de la région menant de la plaine jusqu'à la côte.

#### Montagnes de Mandchourie
Les montagnes mandchoues-coréennes (entre 5 % du territoire et 10% du territoire) occupent la partie occidentale du Primorié, du raïon de Khassan jusqu'au raïon du Khanka. Cette zone ce divise en trois zones plus petites : les montagnes noires (ru) ; le plateau de Borissov (ru) et les monts de Pogranitchny (ru) (aussi appelés monts de Barabach). Ces sites font tous office de frontière avec la Chine et ses provinces du Jilin et du Heilongjiang. Les sommets sont tous inférieurs à 1000 mètres, et ils sont composés de granites, schistes et de calcaire. La chaîne frontalière, arquée vers le lac de Khanka, a une altitude moyenne de 500 mètres, et descend au fur et à mesure qu'elle s'approche du lac. Le plateau de Borisov, d'un rayon d'environ 40 kilomètres est emprunté par la Suifen, et est entouré des deux autres chaînes citées.
Dans le raïon de Khassan, des plaines littorales prennent places le long des baies découpées par les caps, où parfois des villages s'y installent comme ceux de Slavianka ou de Zaroubino.

#### Plaine du Khanka

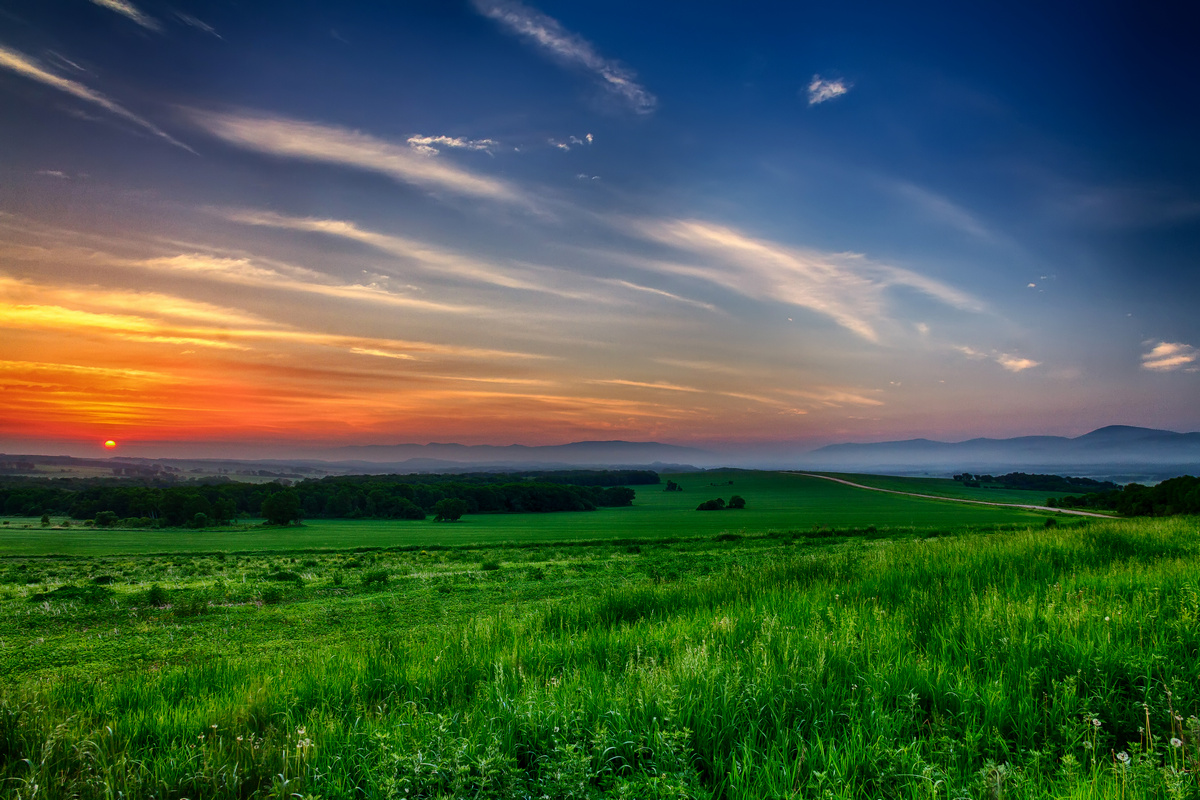
Paysage au levant de la plaine.

La plaine du Khanka (en russe Приханкайская равнина, Prikhanskaïa ravnina), parfois « plaine de l'Oussouri-Khanka » ; « plaine du Razdolnaïa-Khanka » ou « plaine du Primorié » est la région située entre les deux chaînes de montagnes que sont les montagnes mandchoues-coréennes à l'ouest et le Sikhote-Aline à l'est avec la crête Bleue. Elle représente 20 % de la surface du territoire, et s'étend sur 250 km entre l'embouchure de la Suifen au sud et l'embouchure de la Bolchaïa Oussourka (en) dans l'Oussouri au nord. Elle est le cœur agricole de tout l'Extrême-Orient russe de par son climat continental assez doux. C'est aussi la région la plus densément peuplée de l'extrême-orient russe si l'on exclut l'agglomération de Vladivostok. Plus de 450 000 personnes y vivent, et on retrouve les villes d'Oussouriïsk, de Dalneretchensk, de Lessozavodsk, de Spassk-Dalni et de bien d'autres.
La plaine n'est pas totalement contigue, surtout dans les environs d'Oussouriïsk où les contreforts des montagnes mandchoues-coréennes et du Sikhote-Aline s'échouent (comme le plateau de Chkotovskoïe) , sans compter les quelques petits massifs qui parsèment l'endroit. La rivière la plus importante est sans aucun doute l'Oussouri, un affluent de l'Amour. La grande majeure partie de la plaine fait partie du bassin versant de l'Oussouri, avec le grand lac de Khanka inclus. Ce lac a d'ailleurs donné son nom à la plaine, et il fait 4 190 km2, soit la plus grande étendue d'eau du Primorié. Outre ce bassin versant, l'autre est celui de la Suifen, dont son nom russe est le Razdolnaïa.

### Hydrographie

#### Cours d'eau et crues

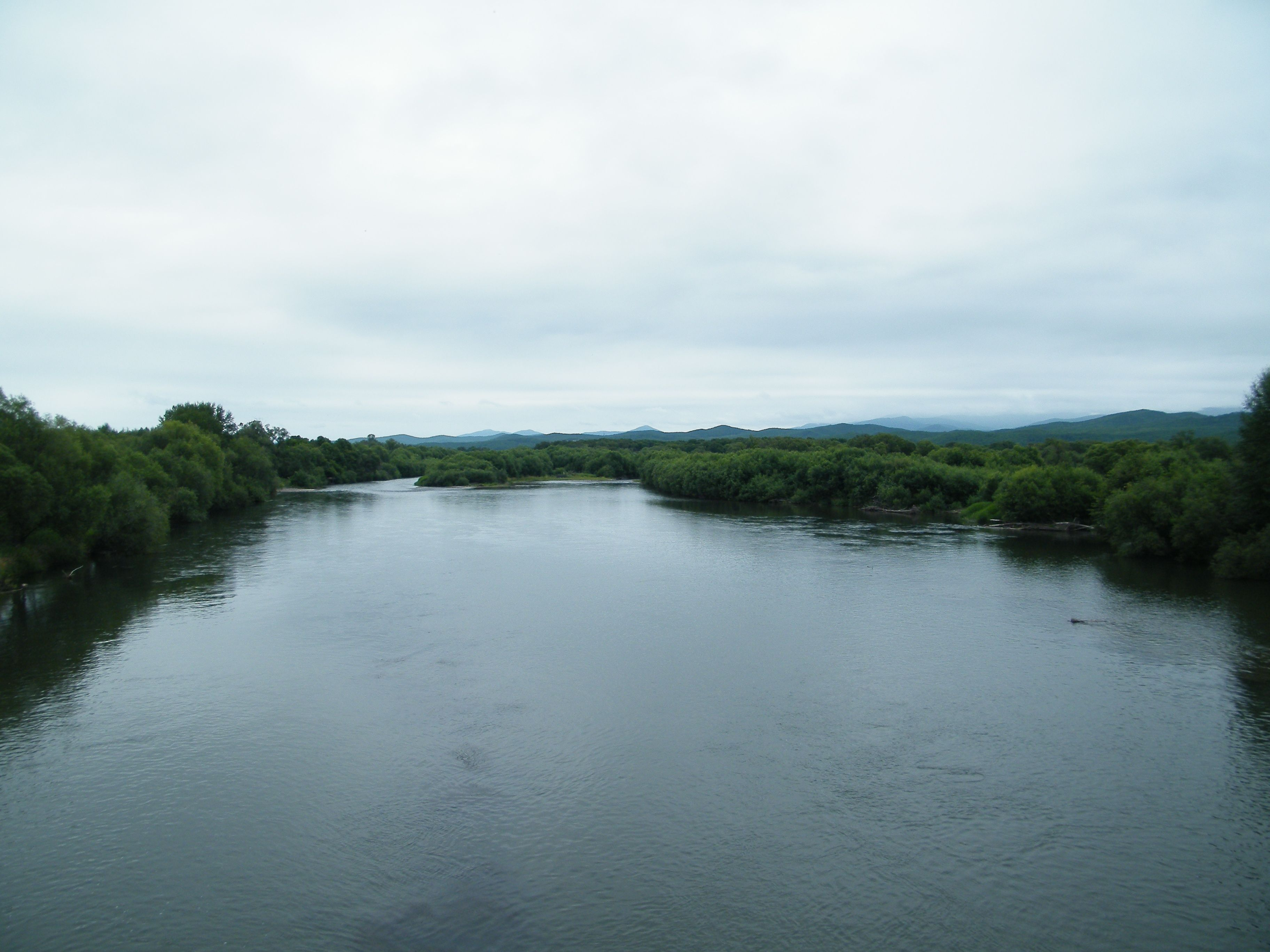
L'Oussouri dans le raïon de Tchougouïevka.

Le kraï du Primorié compte environ 6000 rivières avec une longueur supérieure à 10 kilomètres, cumulant une longueur totale de 180 000 kilomètres. Parmi tous ces cours d'eau, seuls 91 d'entre eux ont une longueur supérieur à 50 kilomètres. Le relief de la région permet d'importantes précipitations sur le territoire. La densité du réseau fluvial est de 0,73 km de rivières pour 1 km2, soit bien plus que la moyenne nationale de 0,22/km2. Mais il faut noter que la grande partie des rivières du Primorié ont une longueur faible, surtout quasi toutes celles se jetant dans le détroit de Tatarie ou dans la mer du Japon. La plupart des grandes rivières se situent dans la plaine du Khanka. Pour les rivières venant des montagnes mandchoues-coréennes qui se jettent dans le golfe de Pierre-le-Grand, elles partagent les mêmes similitudes que celles se jetant directement dans la mer ou le détroit.
Les rivières du Primorié servent à l'irrigation des cultures (riz, légumes) et à l'approvisionnement en eaux des villes et industries de la région. Cependant, elles ne sont quasi pas utilisées d'un point de vue hydroélectrique. Ces rivières sont aussi l'habitat de nombreuses espèces de poissons, comme le saumon avec de nombreuses frayères dans le Sikhote-Aline.
Habituellement, les rivières du Primorié naissent en montagnes, prennent d'abord la forme de ruisseaux puissants avec des rapides. Il y a ensuite des vallées encaissées, avant qu'une plaine fluviale apparaisse dans le cours moyen et inférieur. Souvent, les rivières se divisent en plusieurs bras dans ces plaines et forment des méandres.

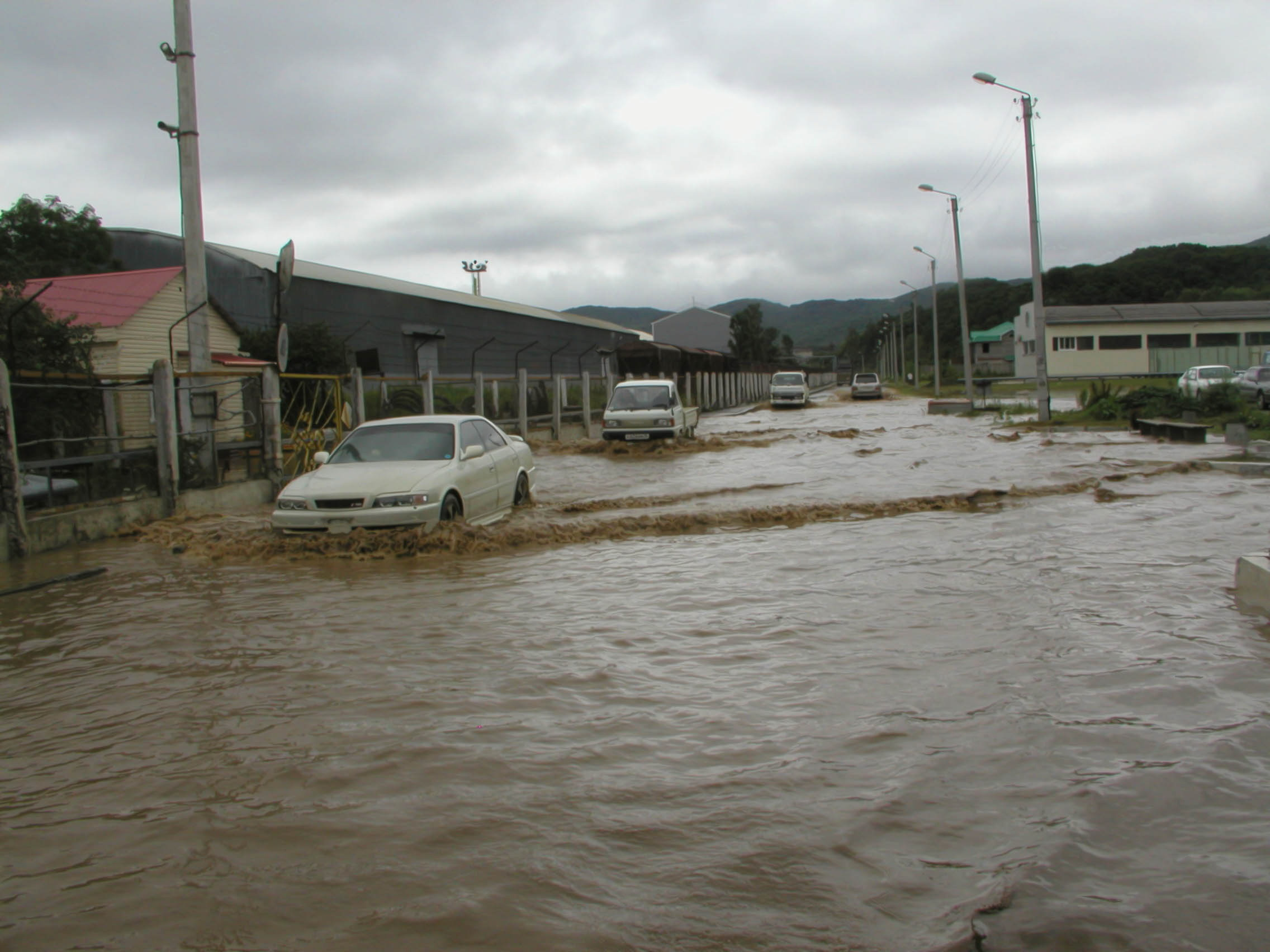
Inondation en septembre 2008 à Wrangel.

Le versant occidental du Sikhote-Aline est la source de nombreuses rivières du territoire. Parmi celles-ci, on retrouve l'Oussouri, la plus grande rivière du territoire qui est un affluent de l'Amour, mais aussi nombre des affluents de l'Oussouri comme la Bolchaïa Oussourka, la Malinovka et l'Arsenievka. Pour la plaine du Khanka, qui est empruntée par l'Oussouri, elle est aussi drainée par d'autres rivières comme la Melgounovka, l'Ilista, la Spassovka, la Belaïa, mais aussi la Soungatcha qui transporte les eaux du lac du Khanka vers l'Oussouri. Le golfe de Pierre-le-Grand est lui alimenté par de nombreuses petites rivières, mais aussi par quelques grandes, comme la Partizanskaïa, la Suifen, la Kieka et l'Artiomvka. Le réseau fluvial est très important dans cette zone, autour d'1,5 km de rivière pour 1 km2.
Le Primorié appartient au climat de mousson, c'est-à-dire que les rivières sont surtout alimentées par la pluie. En effet, les couvertures neigeuses au Primorié sont faibles, tout comme l'approvisionnement d'eaux souterraines. De plus, les précipitations au Primorié sont inégalement réparties, ayant surtout lieu pendant la période chaude, mais pouvant avoir lieu parfois en octobre et début novembre. À cause de ça, de grandes inondations se produisent pendant cette période, avec des débits 10 à 25 fois supérieurs à ceux de l'hiver. En moyenne, seulement 4 à 5 % du volume d'eau est transporté en hiver (décembre - mars). Le ruissellement annuel est en moyenne de 15 L/s par km2, et de seulement 0,65 L/s par km2 en hiver.

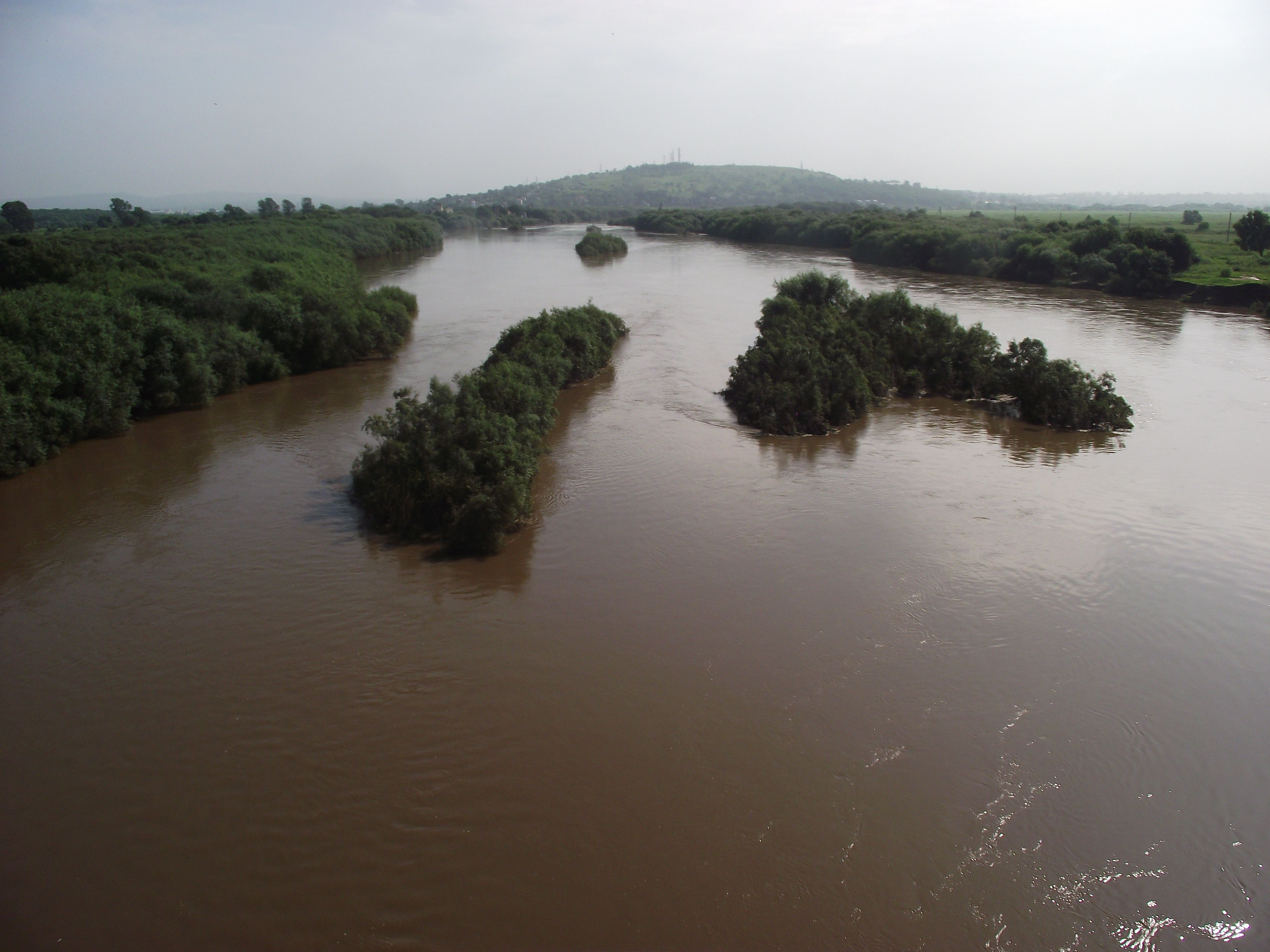
La Suifen sortant de son lit en septembre 2013.

Au printemps, on observe aussi des crues, qui peuvent transporter parfois 20 à 30 % du ruissellement annuel. Elles surviennent souvent en avril-mai. En moyenne, elles ont lieu tous les deux à trois ans, et peuvent occuper ces crues triennales jusqu'à 30 % du lit majeur. Cependant, la période août septembre reste la plus propice aux inondations, avec plus de la moitié de toutes les crues observées au Primorié. Chaque année, certaines rivières comme l'Artemovka, l'Arsenievka ou l'Oussouri augmentent de 2,5 à 3 mètres. La zone la plus sujette aux inondations est d'ailleurs la plaine de Khanka. Par exemple, 29 villages et 60 000 hectares sont classés en zone inondable dans le seul bassin de la Suifen. D'ailleurs, la Suifen a connu la plus grande inondation connue, avec  5,8 mètres de plus par rapport au niveau de référence le 31 août 1945 près d'Oussouriïsk. En outre, cette plaine concentre 60 % des grandes crues du Primorié, dont 34 % dans les bassins des seules rivières Malinovka et Bolchaïa Oussourka. En moyenne, une inondation dure entre 8 et 11 jours.

#### Lacs, marécages et autres étendues d'eau
Le Primorié compte environ 2800 lacs, formant une superficie de 120 km2, sans compter le lac Khanka d'une superficie de 4 190 km2, qui est la principale étendue d'eau de la région de très loin. Lors des inondations, la superficie peut s'élever jusqu'à 5010 km2. Il est alimenté par 24 rivières, et la Soungatcha est son émissaire, qui se déverse après dans l'Oussouri. Le lac est peu profond, avec une moyenne de 4,5 mètres, et il est boueux.

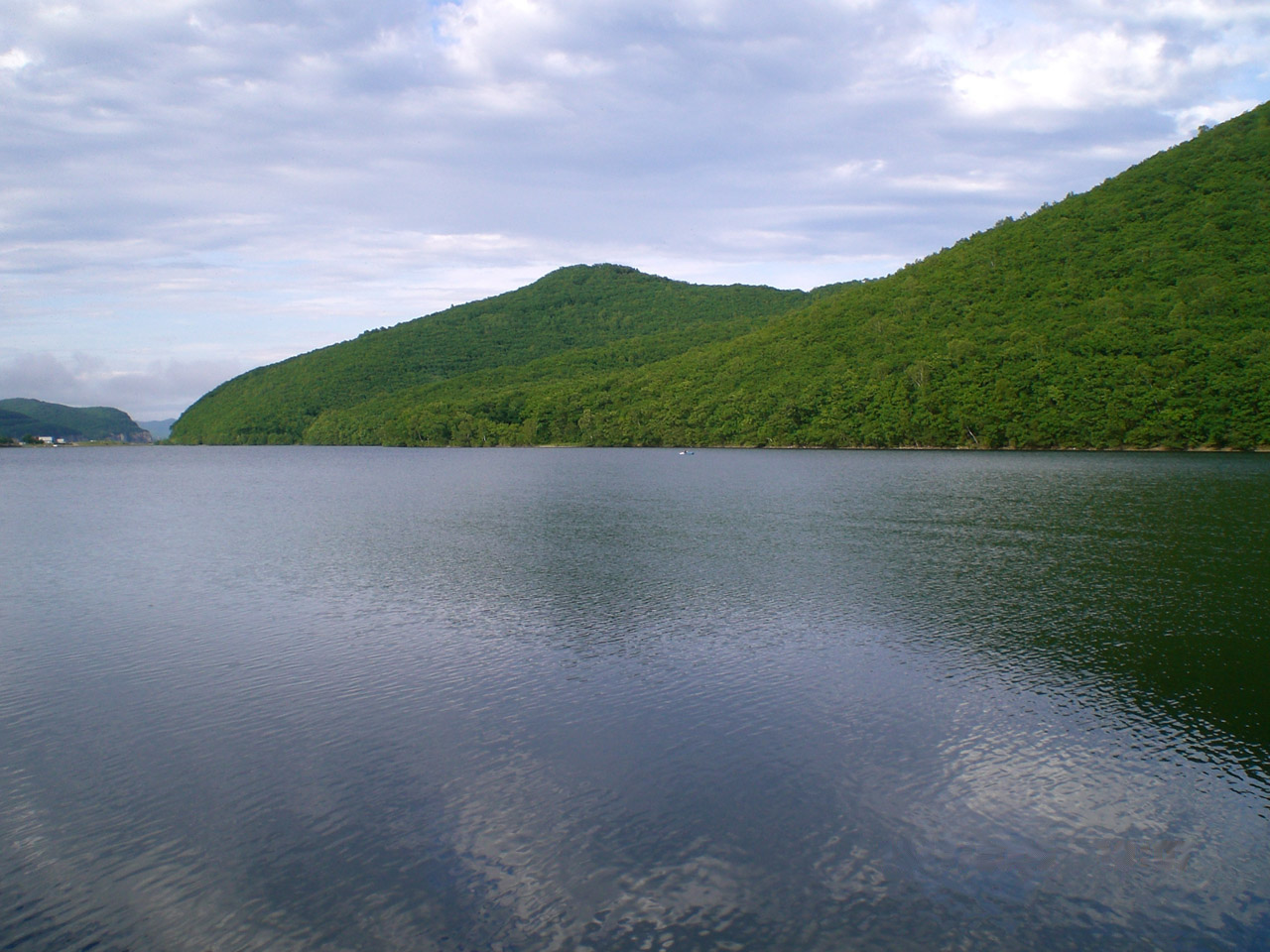
Lac de Vaskovo.

Les lacs se répartissent surtout dans les plaines fluviales, dont dans la plaine du Khanka. Il y a aussi de nombreux étangs et lagunes, séparées par des bancs de sable sur le littoral. Parmi les autres lacs, on retrouve celui de Vaskovo près de Roudnaïa Pristan ou le lac Alekseïevskoïe dans le raïon de Partizansk, lac alpin situé à 1500 mètres d'altitude.
A contrario de nombreuses autres régions d'Extrême-Orient, les marécages ne sont pas très importants, même s'ils occupent 4% du territoire primorien. Les marécages sont surtout situés dans la plaine du Khanka, et plus particulièrement à l'est et au sud de ce lac. Il y aussi pas mal de tourbières dans cette zone. Le nombre de marécages diminue dans le Primorié, au fur et à mesure qu'ils sont drainés pour les transformer en terres agricoles. Enfin, de nombreuses zones proches de rivières deviennent des sortes de marais lors des crues annuelles.

### Littoral du Primorié

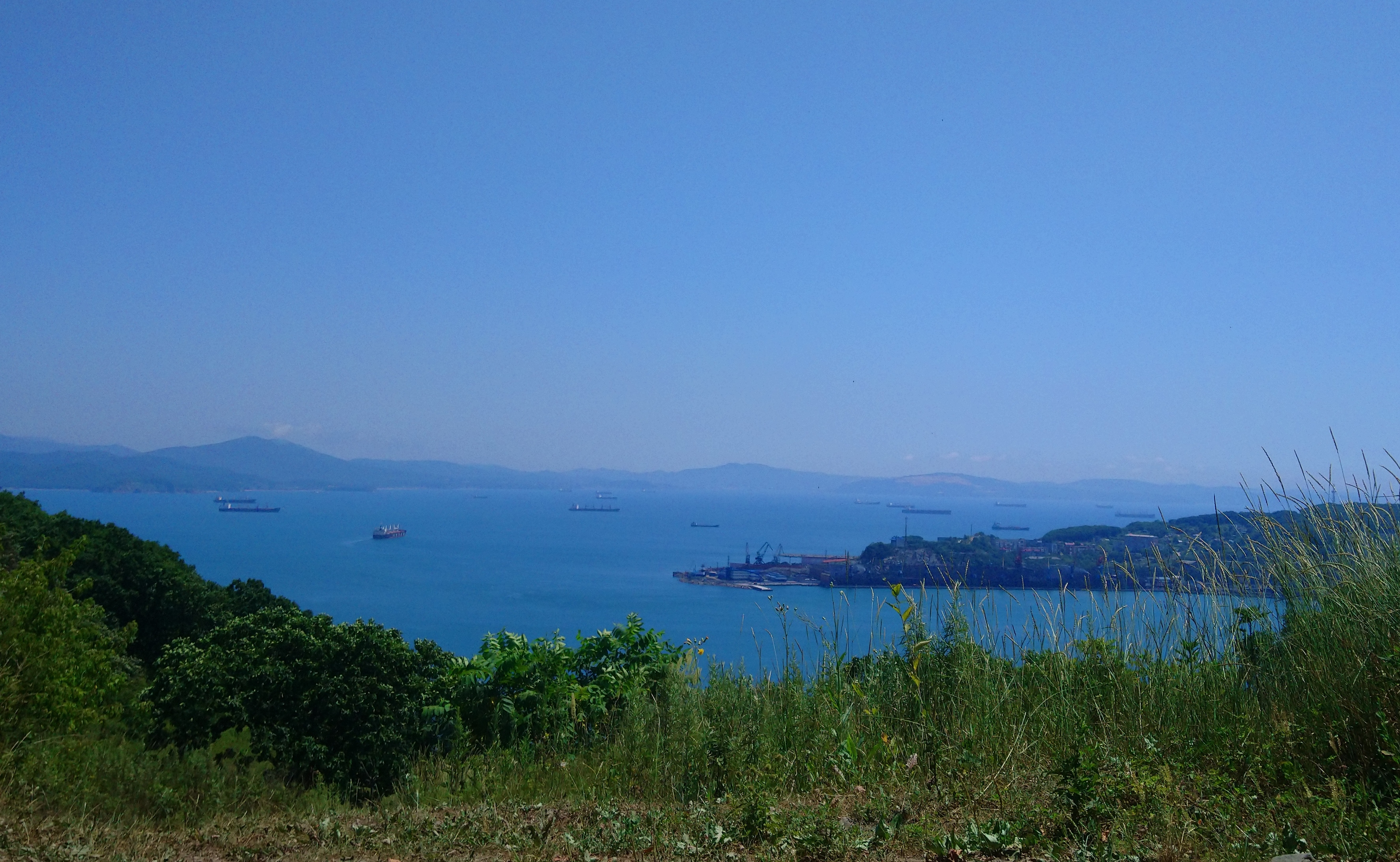
Baie de Nakhodka.

La mer joue un rôle clé pour le Primorié, et il totalise près de 1500 kilomètres de côtes, depuis la Corée du Nord jusqu'au Kraï de Khabarovsk. Ce littoral se divise en deux grandes parties, avec d'une part le sud avec le golfe de Pierre-le-Grand, caractérisé par de nombreuses baies et plages, puis la partie de Nakhodka jusqu'à la frontière avec le kraï de Khabarovsk, dite de « haute mer ». La première partie est entièrement comprise dans la mer du Japon tandis que la seconde est à la fois baignée par cette mer et le détroit de Tatarie. La séparation entre ces eaux se fait entre les villages de Maksimovka et de Svetlaïa, dans le raïon de Terneï.
Parmi les îles, baies, et autres caractéristique du littoral, on retrouve :
- Archipel de l'impératrice Eugénie
- Baie de l'Amour
- Baie d'Olga
- Baie de Diomède
- Baie Lazournaïa
- Baie de Nakhodka
- Baie Novik
- Baie de l'Oussouri
- Baie de Possiet
- Baie de Vostok
- Bosphore oriental
- Cap Povorotny (kraï du Primorie)
- Golfe de Pierre-le-Grand
- Grotte de Possiet
- Îles Rimski-Korsakov
- Île Rousski
- Péninsule Mouraviov-Amourski
- Péninsule Sapiorny
- Presqu'île de Troudny
- Zolotoï Rog

Dans ces eaux, on retrouve de nombreuses espèces qui sont pêchées (hareng, cabillaud, saumon, crabes, algues). Chaque année, près de 250 000 tonnes de poissons sont pêchées, sans compter les nombreux élevages dans le golfe.

Paysages du littoral du Primorié :
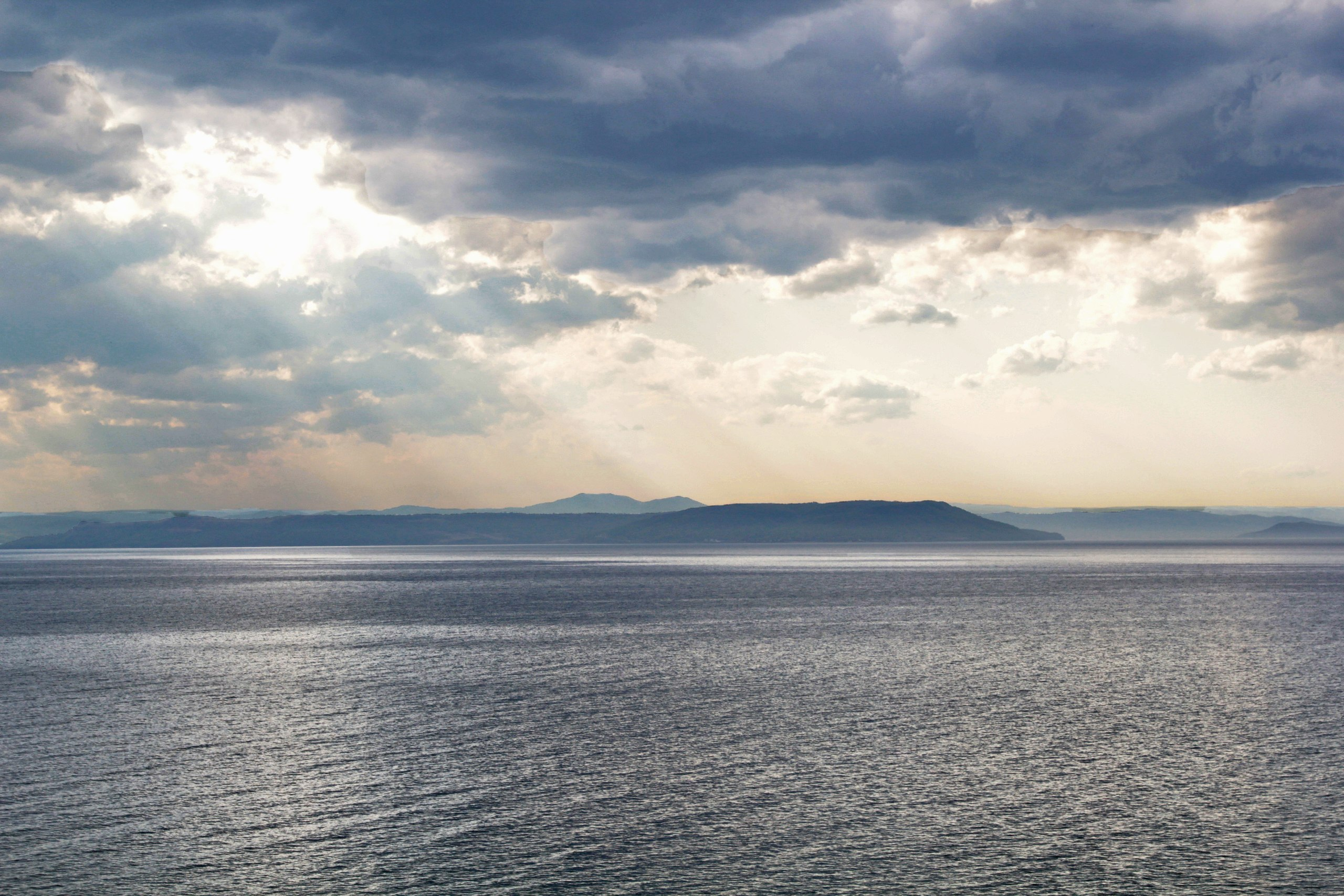
Baie de l'Amour.
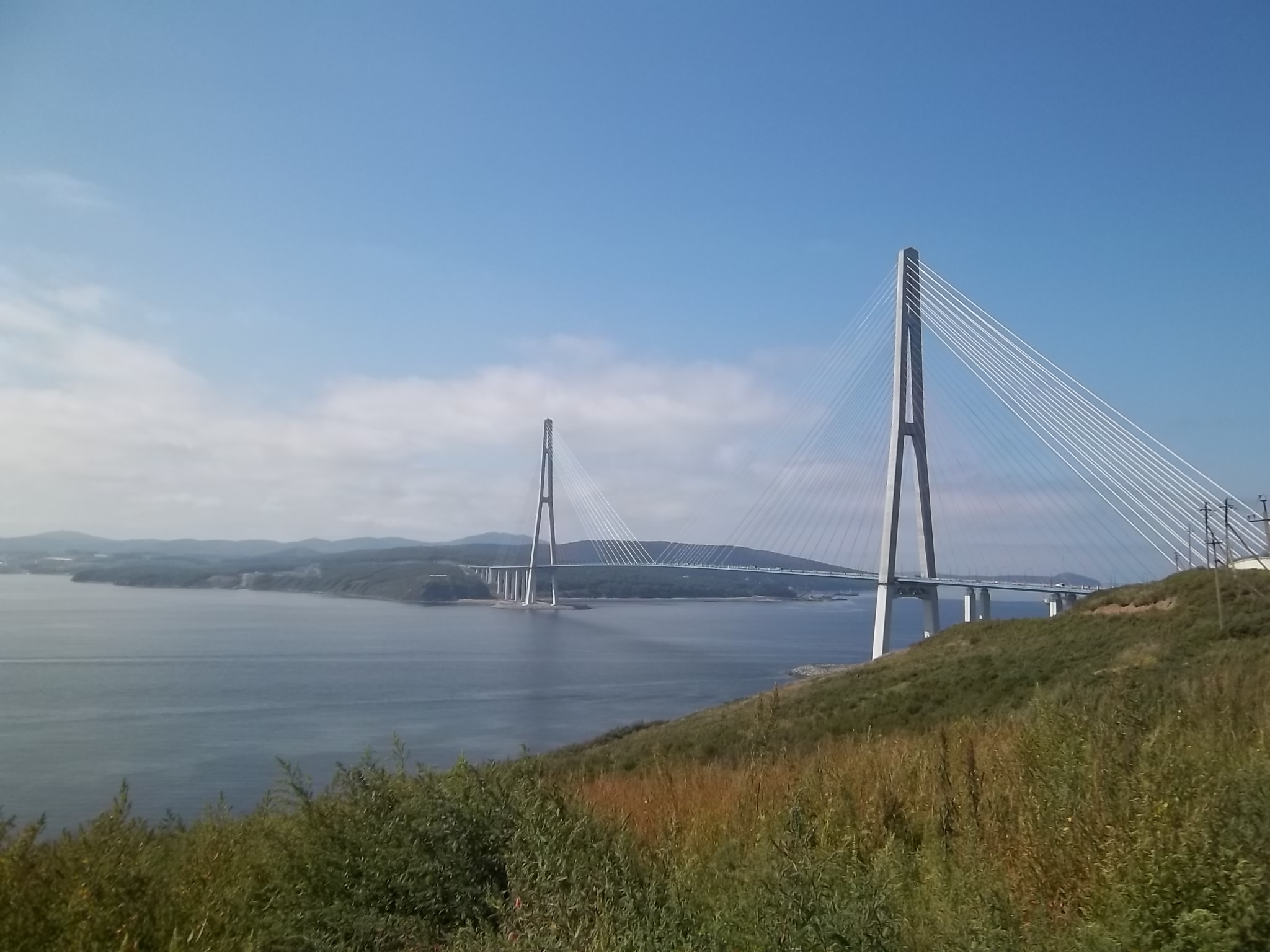
Le pont de l'île Rousski traversant le Bosphore oriental.
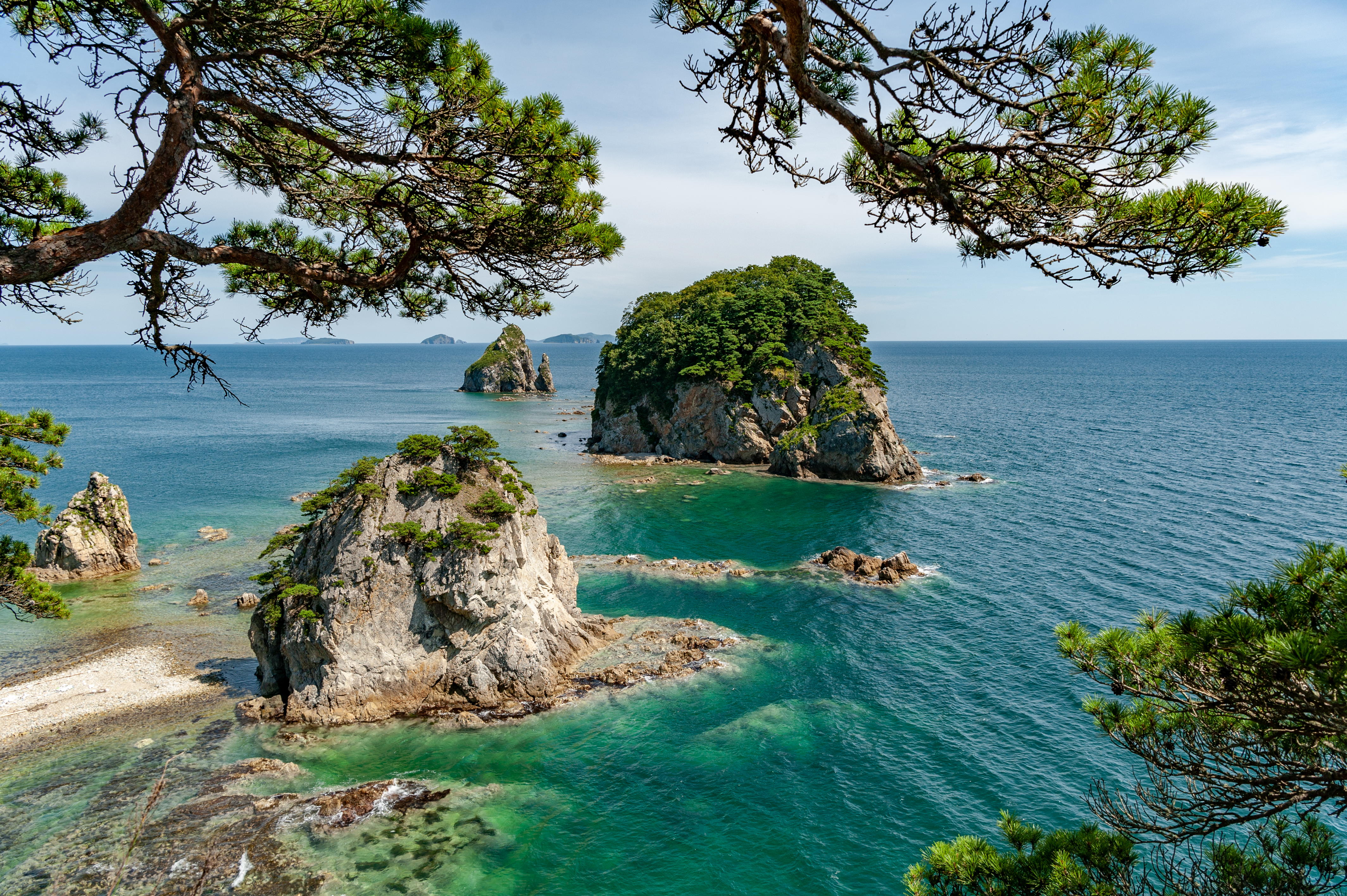
Réserve marine d'Extrême-Orient, raïon de Khassan
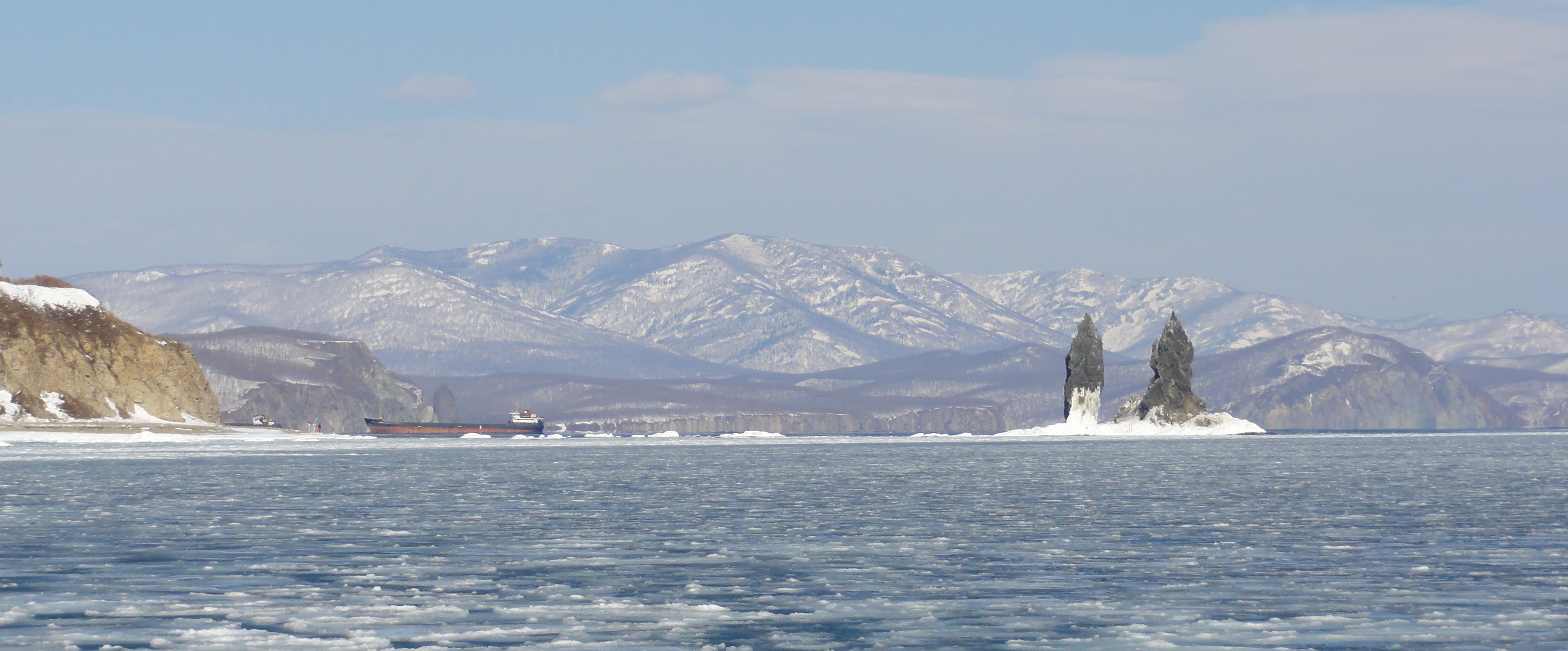
Les deux frères à Roudnaïa Pristan en hiver.

## Climat

### Généralités
Le Primorié, tout comme l'Extrême-Orient en général est caractérisé par un climat de mousson prononcé. Ainsi, le Primorié a un climat continental humide. Son climat se définit par des hivers froids et secs, grâce à l'anticyclone sibérien, tandis que l'été est lui chaud, nuageux et pluvieux. Alors que la région est au même latitude que la Crimée, il est sensiblement plus froid l'hiver.
L'hiver au Primorié est assez long, avec des températures négatives. Il dure en moyenne 4 à 5 mois dans le nord, contre 3 à 3,5 mois dans le sud-ouest (Vladivostok, Nakhodka). Le temps en hiver est ensoleillé, clair, grâce à l'anticyclone sibérien et les vents du nord-ouest venant de Mongolie et de Sibérie orientale. Cependant, ces vents sont froids, avec une température moyenne de -15°C à Vladivostok en janvier, contre +6,1°C à Sotchi pourtant situé à la même latitude. Il peut y avoir cependant des dégels lorsque le vent s'arrête de souffler, avec jusqu'à 3 - 4°C, et des précipitations apportées par la mer. Les vents vont tous à plus de 5 m/s, plus de 10 m/s en altitude, et très rarement supérieurs à 15 m/s. Ces dernières mesures se font lors de blizzards, avec entre 5 et 25 jours de blizzards par an. Les neiges apparaissent début octobre sur les sommets du Sikhote-Aline, et la région se couvre au cours de novembre et décembre de neige. La couverture dépasse très rarement les 20 cm, sauf dans les montagnes où cela peut aller jusqu'à 1 mètre. Dans le sud, les dégels provoquent des fontes pendant l'hiver. Mais dès février, le soleil et les vents qui gagnent quelques degrés font fondre les neiges et les glaces des rivières. À cause du relief escarpé, des vents similiares aux foehns alpins se produisent dans les zones côtières. Ils s'accentuent généralement entre février et avril, et participent fortement à la fonte des neiges.

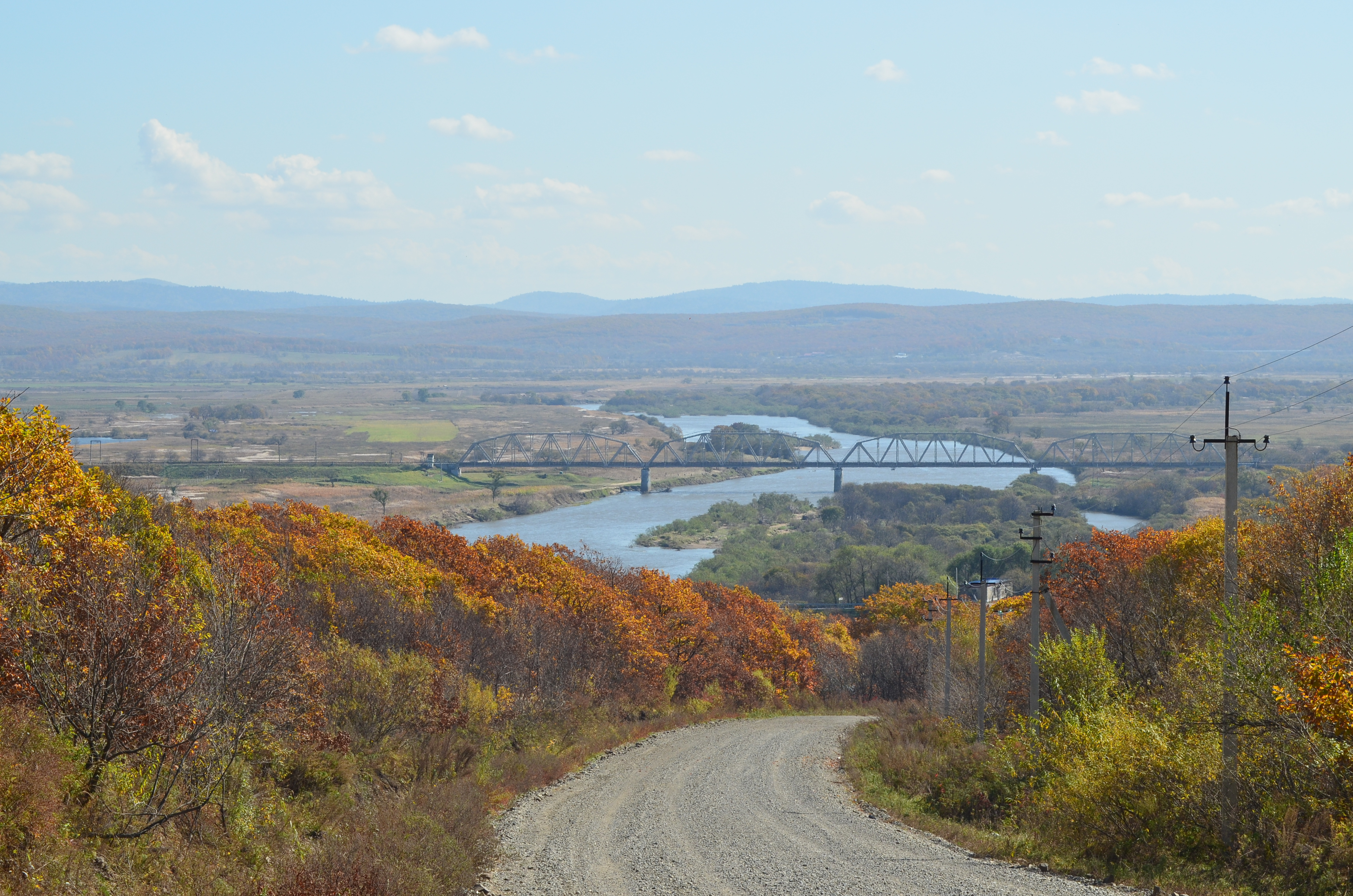
Paysage du Suifen pendant l'automne doré.

Le printemps dans le territoire est assez froid, et commence généralement en avril, pour se terminer en juin. Les températures oscillent autour des 3 à 5°C, tandis que les vents dont les foehns font fondre les dernières neiges. Des gelées peuvent cependant durer jusqu'en juin dans les montagnes du Sikhote-Aline. Pour la plaine, elles peuvent durer jusqu'à la mi-mai, et cette plaine est le passage de vents secs et forts venant du nord-ouest pendant cette période.
L'été dans la région est assez chaud, et l'eau est relativement chaude dans le golfe de Pierre-le-Grand. La terre se réchauffe à ce moment-là, et de l'air plus froid venant du Pacifique arrive, tout comme les vents du sud / sud-est. Ces vents apportent la mousson et l'humidité sur le territoire. En juin, les précipitations se produisent sur la côte, avec souvent de la bruine et des brouillards fréquents. À partir de juillet, les précipitations touchent tout le territoire, et dès août jusqu'à des septembre, des typhons peuvent traverser le territoire.
Enfin, l'automne au Primorié est assez chaud, mais sec et ensoleillé comparé à l'été perturbé. Cette période est appelée l'« automne doré d'Extrême-Orient » (l'été indien en français). Les températures baissent lentement, et les températures négatives apparaissent pendant la nuit. Fin octobre, le refroidissement général commence dans le nord du Primorié, et à vers la mi-novembre pour la partie méridionale,.

#### Précipitations
La moyenne des précipitations annuelles en Suisse se situe entre 500 et 900 mm. Une grande partie des précipitations provient des flux d'air du Pacifique. Les précipitations ne sont pas homogènes sur le territoire du Primorié. Dans l'ouest du golfe de Pierre-le-Grand et sur le versant orientale du Sikhote-Aline, la moyenne annuelle des précipitations est de 900 mm. A contrario, la plaine du Khanka est bien moins humide, avec environ 500 mm chaque année. Dans certains endroits, l'évaporation surpasse les précipitations, comme sur les rives du Khanka.
Ces précipitations se caractérisent par leur saisonnalité, le Primorié étant sous le climat de mousson. En hiver, les précipitations sont quasi inexistante, tous comme les nuages, avec seulement 10 % du total annuel. C'est à ce moment-là qu'il neige au Primorié, avec des premières chutes début octobre sur les sommets du Sikhote-Aline. En moyenne, il y a entre 140 et 210 jours d'enneigement sur les sommets, entre 85 et 140 dans la plaine du Khanka, 45 sur la côte de la mer du Japon dans le sud, et 140 sur la côte du détroit de Tatarie dans le nord. Au contraire, 70 % des précipitations se déroulent en été et en automne, et elles sont les plus importantes dans la plaine du Khanka et le golfe de Pierre-le-Grand.

### Climats locaux

#### Climat à Vladivostok
Le climat à Vladivostok, caractéristique des zones peuplées du Primorié, est de type Dwb selon la classification de Köppen, soit un climat continental humide, avec une influence de la mousson, et des étés chauds. Ce climat se caractérise aussi par des hivers froids mais ensoleillés alors que les étés chauds sont pluvieux avec de nombreux jours de brouillard. La neige est présente environ 80 jours par an, avec une couche en moyenne de seulement 2 à 3 cm. Cependant, il peut y avoir des records supérieurs à 50 centimètres de neige. Les précipitations peuvent atteindre des records lors de passage de typhons, comme celui du typhon robin le 13 juillet 1990 avec 243 mm de précipitations en une journée. Sur un mois, le record est de 405 mmm en juillet 2005.
| Mois                                  | jan.       | fév.       | mars       | avril     | mai       | juin      | jui.      | août      | sep.     | oct.      | nov.      | déc.       | année      |
| ------------------------------------- | ---------- | ---------- | ---------- | --------- | --------- | --------- | --------- | --------- | -------- | --------- | --------- | ---------- | ---------- |
| Température minimale moyenne (°C)     | −15        | −11,3      | −4,5       | 2,1       | 7         | 11,3      | 16,1      | 17,9      | 13,5     | 6,2       | −3,5      | −12        | 2,3        |
| Température moyenne (°C)              | −11,9      | −8,1       | −1,5       | 5,3       | 10        | 13,8      | 18,1      | 20        | 16,3     | 9,2       | −0,7      | −9,2       | 5,1        |
| Température maximale moyenne (°C)     | −7,8       | −3,8       | 2,7        | 10,1      | 14,9      | 17,9      | 21,6      | 23,3      | 20,1     | 13,2      | 3,3       | −5,4       | 9,2        |
| Record de froid (°C) date du record   | −31,4 1931 | −28,9 1920 | −21,3 1971 | −7,8 1955 | −0,8 1945 | 3,7 1945  | 8,7 1986  | 10,1 1972 | 1,3 2014 | −9,7 1982 | −20 1947  | −28,1 1937 | −31,4 1931 |
| Record de chaleur (°C) date du record | 5 1949     | 9,9 1953   | 19,4 2015  | 27,7 2015 | 29,5 1951 | 31,8 1946 | 33,6 1939 | 32,6 1988 | 30 1994  | 23,4 1940 | 17,5 1919 | 9,4 1958   | 33,6 1939  |
| Ensoleillement (h)                    | 178        | 184        | 216        | 192       | 199       | 130       | 122       | 149       | 197      | 205       | 168       | 156        | 2 096      |
| Précipitations (mm)                   | 12         | 16         | 27         | 43        | 97        | 105       | 159       | 176       | 103      | 67        | 36        | 19         | 860        |
| dont neige (cm)                       | 5          | 4          | 3          | 0         | 0         | 0         | 0         | 0         | 0        | 0         | 1         | 3          | 16         |
| Nombre de jours avec précipitations   | 0,3        | 0,3        | 4          | 13        | 20        | 22        | 22        | 19        | 14       | 12        | 5         | 1          | 133        |
| Humidité relative (%)                 | 58         | 57         | 60         | 67        | 76        | 87        | 92        | 87        | 77       | 65        | 60        | 60         | 71         |
| Nombre de jours avec neige            | 7          | 8          | 11         | 4         | 0,3       | 0         | 0         | 0         | 0        | 1         | 7         | 9          | 47         |
| Nombre de jours d'orage               | 0,2        | 0,04       | 0,1        | 0,3       | 2         | 2         | 2         | 1         | 3        | 2         | 0,3       | 0,2        | 13         |
| Nombre de jours avec brouillard       | 1          | 2          | 6          | 10        | 15        | 21        | 22        | 15        | 5        | 4         | 3         | 2          | 106        |

| Diagramme climatique                                  |             |           |           |         |             |             |             |             |           |           |           |
| J                                                     | F           | M         | A         | M       | J           | J           | A           | S           | O         | N         | D         |
| −7,8−1512                                             | −3,8−11,316 | 2,7−4,527 | 10,12,143 | 14,9797 | 17,911,3105 | 21,616,1159 | 23,317,9176 | 20,113,5103 | 13,26,267 | 3,3−3,536 | −5,4−1219 |
| Moyennes : • Temp. maxi et mini °C • Précipitation mm |             |           |           |         |             |             |             |             |           |           |           |

#### Climat de Terneï

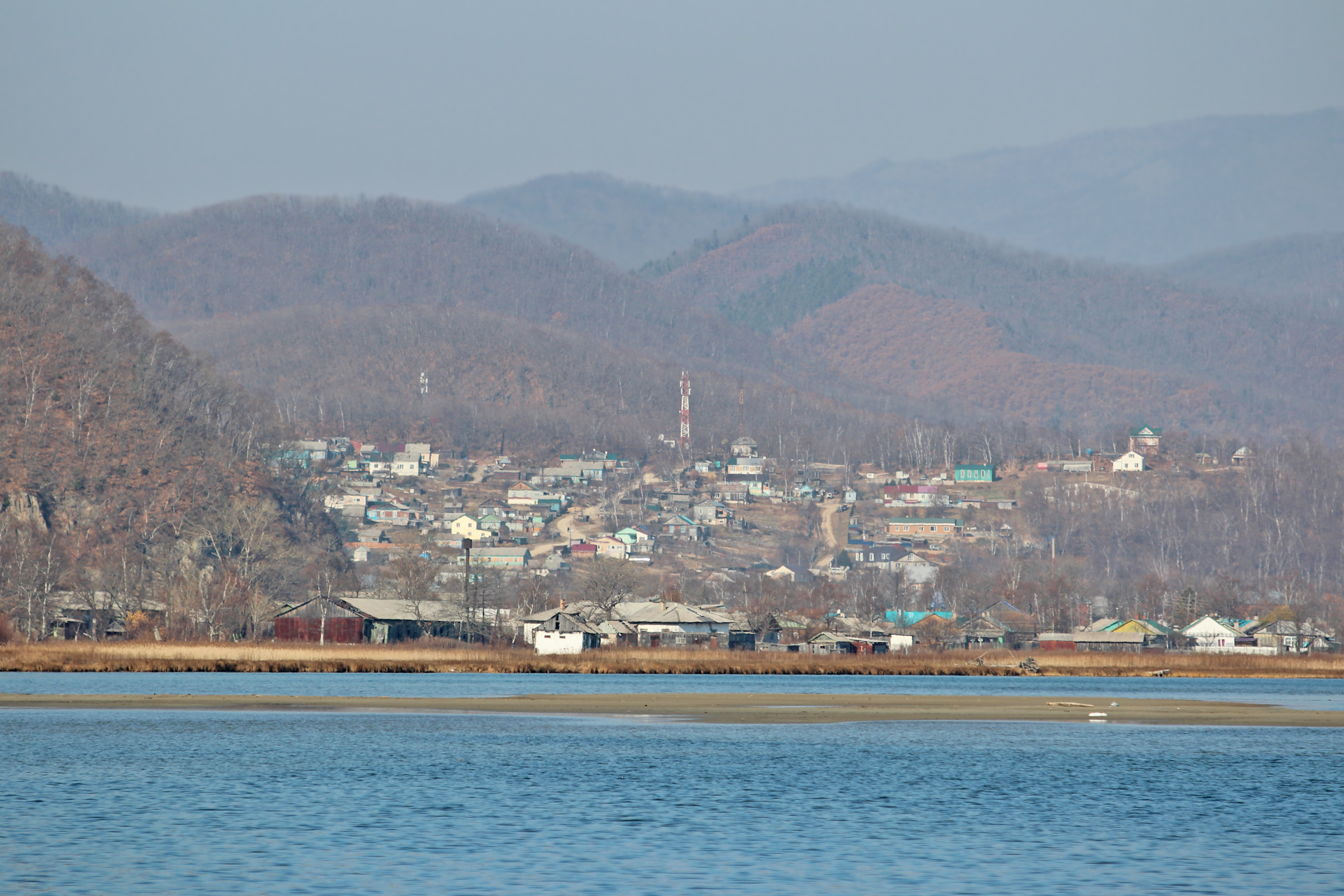
Terneï depuis le littoral.

Le climat de Terneï, sur le littoral de la mer du Japon est fortement influencé à la fois par cette mer mais aussi par les montagnes de Sikhote-Alin qui bordent le village en son ouest. Il reste cependant un climat continental, avec les moussons pendant la période chaude. Il est caractéristique de la côte oriental du Primorié et des montagnes de Sikhote-Aline (mis à part les températures, plus froides en montagne).
| Mois                                                | jan.       | fév.       | mars       | avril      | mai       | juin      | jui.      | août      | sep.      | oct.      | nov.       | déc.       | année      |
| --------------------------------------------------- | ---------- | ---------- | ---------- | ---------- | --------- | --------- | --------- | --------- | --------- | --------- | ---------- | ---------- | ---------- |
| Température minimale moyenne (°C)                   | −16        | −13,7      | −7,6       | 1          | 3,5       | 8,1       | 13,1      | 15,9      | 9,4       | 2,1       | −6,3       | −13,9      | 0,5        |
| Température moyenne (°C)                            | −12,3      | −9,3       | −3,1       | 3          | 7,4       | 11,1      | 15,7      | 17,9      | 13,9      | 6,9       | −2,2       | −10,1      | 3,4        |
| Température maximale moyenne (°C)                   | −7,1       | 3,6        | 2,3        | 8,6        | 13        | 15,4      | 19,6      | 22,3      | 19,7      | 13,3      | 3,4        | 5          | 8,6        |
| Record de froid (°C) date du record                 | −30,2 1927 | −27,8 2010 | −25,6 1970 | −11,3 1926 | −4,6 1955 | −1 1960   | 1,9 1980  | −3,1 2017 | −6,9 1940 | −9,8 1950 | −21,7 1952 | −27,8 1968 | −30,2 1927 |
| Record de chaleur (°C) date du record               | 7,3 1983   | 11,8 2019  | 22 2018    | 17,5 2008  | 33,8 2014 | 36,6 2010 | 37,8 2017 | 36,5 1988 | 30,8 1994 | 27,2 2004 | 20,2 2018  | 8,9 1968   | 37,8 2017  |
| Ensoleillement (h)                                  | 177        | 188        | 222        | 196        | 191       | 154       | 143       | 167       | 202       | 210       | 181        | 171        | 2 200      |
| Précipitations (mm)                                 | 20,4       | 16,4       | 31,3       | 52,8       | 78,7      | 88        | 115,1     | 133       | 126,5     | 76,4      | 41,3       | 24,2       | 804,1      |
| Précipitations les plus basses (mm) année du record | 0 1927     | 0 1927     | 0 2011     | 2 1969     | 8 1952    | 2 1930    | 16 1925   | 10 1991   | 4 1930    | 0 1986    | 0 1926     | 0 1966     | 483 2003   |
| Précipitations les plus hautes (mm) année du record | 217 2009   | 84 1990    | 121 2007   | 204 1959   | 230 2016  | 414 2009  | 631 2013  | 361 1927  | 383 1943  | 291 2002  | 175 1968   | 127 2010   | 1 344 2013 |
| Record de pluie en 24 h (mm) date du record         | 124 2009   | 51 1990    | 54 1947    | 92 1959    | 83 1958   | 167 2009  | 197 2013  | 230 1927  | 144 1984  | 124 1956  | 75 1993    | 68 1957    | 230 1927   |
| Nombre de jours avec précipitations                 | 3,6        | 3,4        | 6,5        | 7,8        | 11,2      | 12,8      | 13,5      | 12,2      | 9,7       | 6,8       | 4,9        | 4,1        | 96,4       |

| Diagramme climatique                                  |              |             |          |           |           |               |             |              |             |             |            |
| J                                                     | F            | M           | A        | M         | J         | J             | A           | S            | O           | N           | D          |
| −7,1−1620,4                                           | 3,6−13,716,4 | 2,3−7,631,3 | 8,6152,8 | 133,578,7 | 15,48,188 | 19,613,1115,1 | 22,315,9133 | 19,79,4126,5 | 13,32,176,4 | 3,4−6,341,3 | 5−13,924,2 |
| Moyennes : • Temp. maxi et mini °C • Précipitation mm |              |             |          |           |           |               |             |              |             |             |            |

## Géographie humaine

### Divisions administratives
Le kraï du Primorié comprend selon la loi et le registre territorial 34 subdivisions territoriales :
- 12 villes d'importance régionale ;
  - 5 raïons urbains (ru)[note 1] à Vladivostok : Leninsky , Pervomaisky , Pervoretchensky , Sovetsky , Frunzensky ;
- 22 raïons administratifs .

Il y a aussi 78 municipalités, la plupart se confondant avec les subdivisions territoriales, avec au 1er février 2023 :
- 12 okrougs urbains ;
- 16 okrougs municipaux ;
- 6 raïons municipaux (ru), comprenant :
  - 4 communes urbaines,
  - 40 établissements ruraux.

Les raïons administratifs qui sont des raïons municipaux sont les 2, 4, 5, 7, 8 et 14 ; le reste étant des okrougs municipaux.

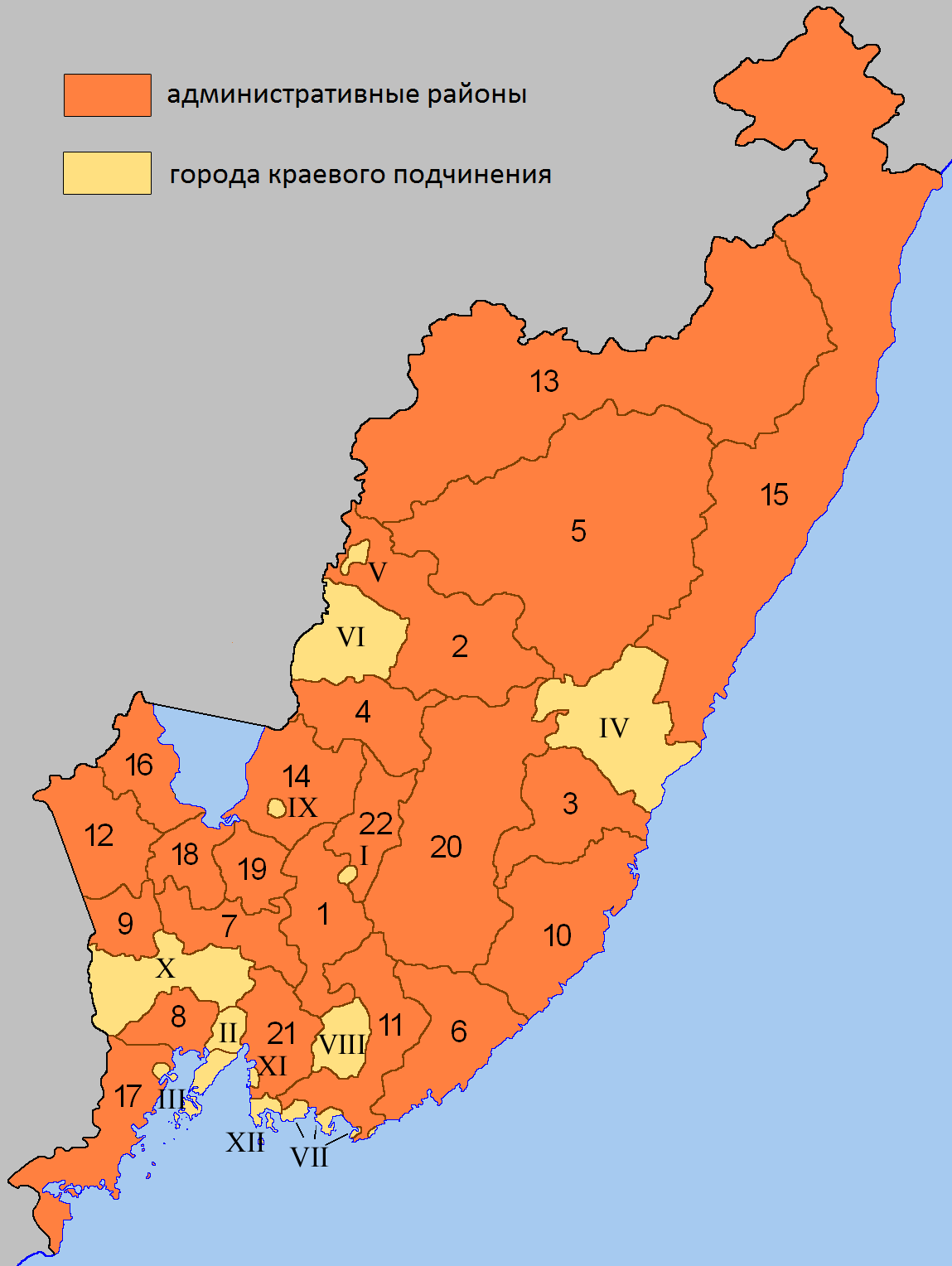
Carte des subdivisions du Primorié.

| N°                              | Subdivision                     | Nom russe                       | Centre administratif            | Superficie (km²)                | Population (2021)               |
| Villes d'importances régionales | Villes d'importances régionales | Villes d'importances régionales | Villes d'importances régionales | Villes d'importances régionales | Villes d'importances régionales |
| ------------------------------- | ------------------------------- | ------------------------------- | ------------------------------- | ------------------------------- | ------------------------------- |
| I                               | Arseniev                        | Арсеньев                        | Arseniev                        | 39                              | 47 937                          |
| II                              | Artiom                          | Артём                           | Artiom                          | 506                             | 118 842                         |
| III                             | Vladivostok                     | Владивосток                     | Vladivostok                     | 562                             | 634 835                         |
| IV                              | Dalnegorsk                      | Дальнегорск                     | Dalnegorsk                      | 5342                            | 39 816                          |
| V                               | Dalneretchensk                  | Дальнереченск                   | Dalneretchensk                  | 108                             | 25 497                          |
| VI                              | Lessozavodsk                    | Лесозаводск                     | Lessozavodsk                    | 3064                            | 40 863                          |
| VII                             | Nakhodka                        | Находка                         | Nakhodka                        | 360                             | 141 035                         |
| VIII                            | Partizansk                      | Партизанск                      | Partizansk                      | 1289                            | 40 318                          |
| IX                              | Spassk-Dalni                    | Спасск-Дальний                  | Spassk-Dalni                    | 43                              | 35 732                          |
| X                               | Oussouriïsk                     | Уссурийск                       | Oussouriïsk                     | 3626                            | 205 862                         |
| XI                              | Bolchoï Kamen                   | Большой Камень                  | Bolchoï Kamen                   | 120                             | 43 663                          |
| XII                             | Fokino                          | Фокино                          | Fokino                          | 291                             | 27 398                          |
| Raïons administratifs           |                                 |                                 |                                 |                                 |                                 |
| 1                               | Raïon d'Anoutchino              | Анучинский район                | Anoutchino                      | 3885                            | 12 274                          |
| 2                               | Raïon de Dalneretchensk         | Дальнереченский район           | Dalneretechensk                 | 7236                            | 8 358                           |
| 3                               | Raïon de Kavalerovo             | Кавалеровский район             | Kavalerovo                      | 4215                            | 21 617                          |
| 4                               | Raïon de Kirovski               | Кировский район                 | Kirovski                        | 3484                            | 18 150                          |
| 5                               | Raïon de Krasnoarmeïsk          | Красноармейский район           | Novopokrovka                    | 20603                           | 14 453                          |
| 6                               | Raïon de Lazo                   | Лазовский район                 | Lazo                            | 4692                            | 12 547                          |
| 7                               | Raïon de Mikhaïlovka            | Михайловский район              | Mikhaïlovka                     | 2741                            | 29 311                          |
| 8                               | Raïon de Nadejda                | Надеждинский район              | Volno-Nadejdinskoïe             | 1596                            | 39 350                          |
| 9                               | Raïon d'Octobre                 | Октябрьский район               | Pokrovka                        | 1633                            | 23 344                          |
| 10                              | Raïon d'Olga                    | Ольгинский район                | Olga                            | 6416                            | 7 709                           |
| 11                              | Raïon de Partizansk             | Партизанский район              | Vladimiro-Aleksandrovskoïe      | 4097                            | 29 277                          |
| 12                              | Raïon de Pogranitchny           | Пограничный район               | Pogranitchny                    | 3750                            | 18 759                          |
| 13                              | Raïon de Pojarskoïe             | Пожарский район                 | Loutchegorsk                    | 22570                           | 25 043                          |
| 14                              | Raïon de Spassk                 | Спасский район                  | Spassk-Dalni                    | 4209                            | 20 630                          |
| 15                              | Raïon de Terneï                 | Тернейский район                | Terneï                          | 27102                           | 10 144                          |
| 16                              | Raïon du Khanka                 | Ханкайский район                | Kamen-Rybolov                   | 2689                            | 18 027                          |
| 17                              | Raïon de Khassan                | Хасанский район                 | Slavianka                       | 4130                            | 25 392                          |
| 18                              | Raïon de Khorol                 | Хорольский район                | Khorol                          | 1969                            | 25 433                          |
| 19                              | Raïon de Tchernigovka           | Черниговский район              | Tchernigovka                    | 1840                            | 26 863                          |
| 20                              | Raïon de Tchougouïevka          | Чугуевский район                | Tchougouïevka                   | 12347                           | 21 861                          |
| 21                              | Raïon de Chkotovo               | Шкотовский район                | Smolianinovo                    | 2665                            | 21 343                          |
| 22                              | Raïon de Iakolevka              | Яковлевский район               | Iakolevka                       | 2400                            | 12 522                          |

## Biodiversité

### Faune

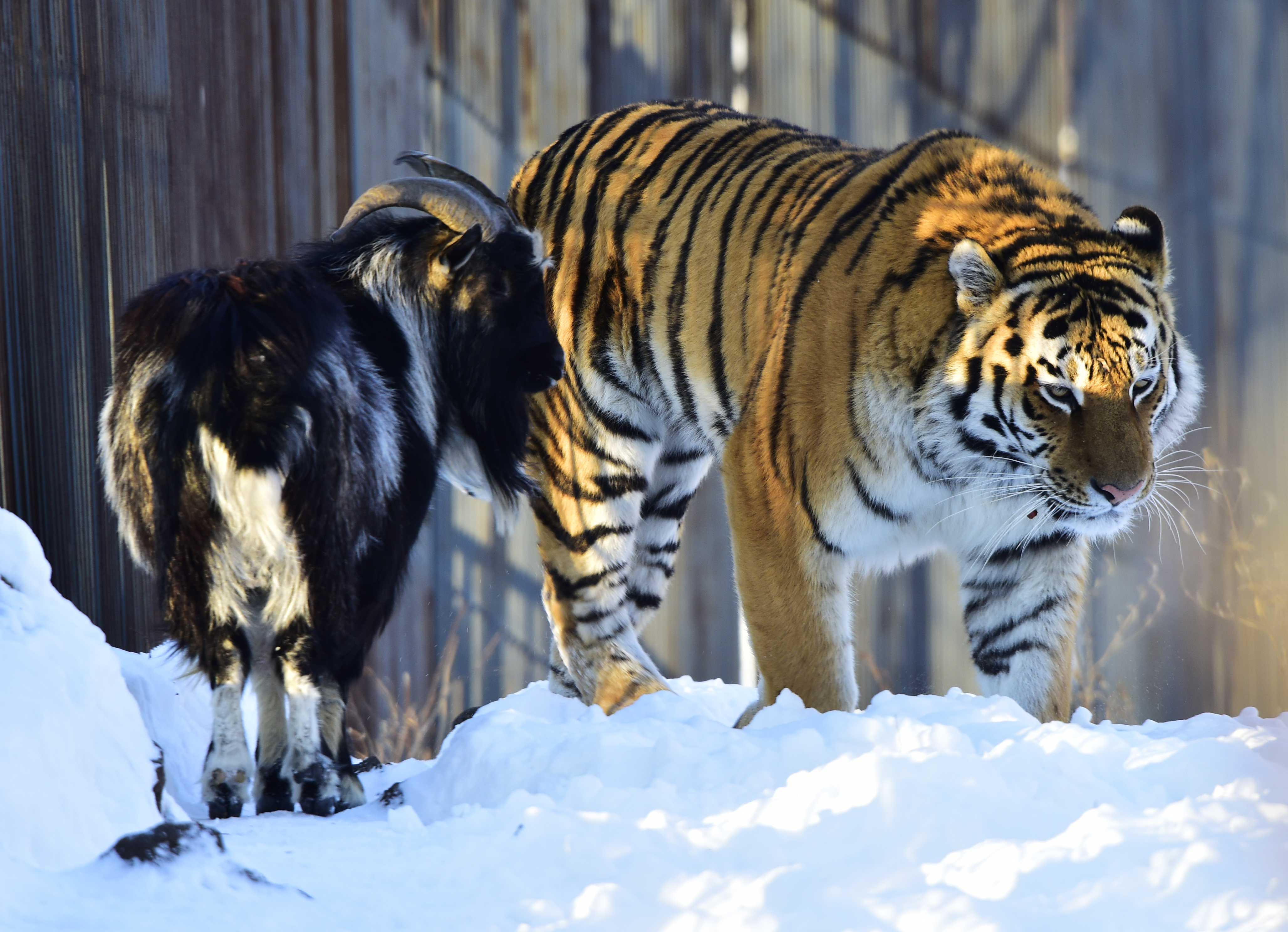
, une chèvre et un tigre qui ont développé une cohabitation.

Le Primorié est constituée d'une faune exceptionnellement  diversifiée, en grande partie grâce d'une part à sa position géographique et d'autre part à l'absence de glaciers durant les dernières glaciations qui ont permis la subsistance de nombreuses espèces, qui sont parfois endémiques ou des espèces reliques. La répartition des animaux dans la province est en fonction du climat, du relief mais aussi de la biodiversité végétal de l'endroit. Le Primorié compte 82 espèces de mammifères dont le léopard de l'Amour et le tigre de l'Amour ; les deux espèces emblématiques du territoire. On recense aussi le goral, les cerfs élaphes et le porte musc de Sibérie. Plus petits, on retrouve des zibelines, le chat-léopard, le carcajou ou encore le tamia. Certaines de ces espèces comme les deux emblématiques sont inscrites au livre rouge de Russie. Ces espèces vivent toutes dans les forêts du territoire mais peuvent aussi aller dans les plaines pour diverses raisons.

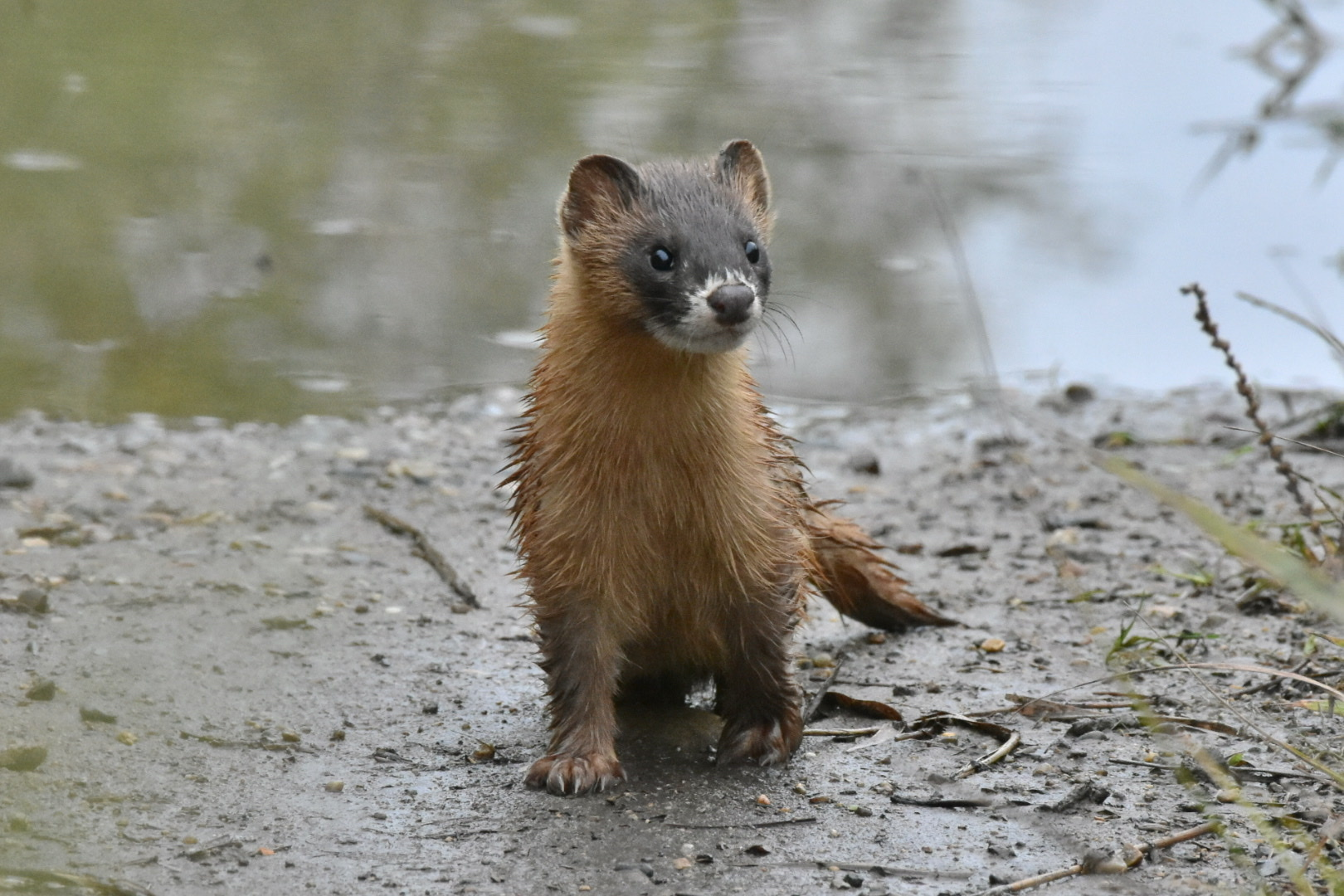
Un vison de Sibérie.

L'avifaune du Primorié est très riche, avec 458 espèces enregistrées, souvent dans le livre rouge du Primorié ou de Russie. Cette faune s'explique par la position du kraï, sur les trajets migratoires de nombreuses espèces. La plaine du Khanka est d'ailleurs la plus riche, avec aussi de nombreux oiseaux aquatiques dû au lac homonyme. L'ichtyofaune de la mer du Japon est elle aussi variée, y compris dans le golfe de Pierre-le-Grand. Rien que pour les espèces dites commerciales, on en compte 179, avec la goberge, le saumon, l'éperlan ou le hareng. Il y a aussi près des côtes de nombreuses espèces de crabes, de mollusques ou bien des poulpes et des calmar. Dans les rivières et lacs, plus de 100 espèces de poisson d'eau douce cohabitent.
Parmi les espèces rares et menacées, on recense le tigre et le léopard de l'Amour, la tortue d'Extrême-Orient, l'ours brun de l'Oussouri, le goral ou bien la grue japonaise, l'un des plus grands oiseaux du monde. On trouve aussi des pygargues à tête blanche, des aigles royaux et dans l'eau la carpe noire et la perche chinoise.

### Flore

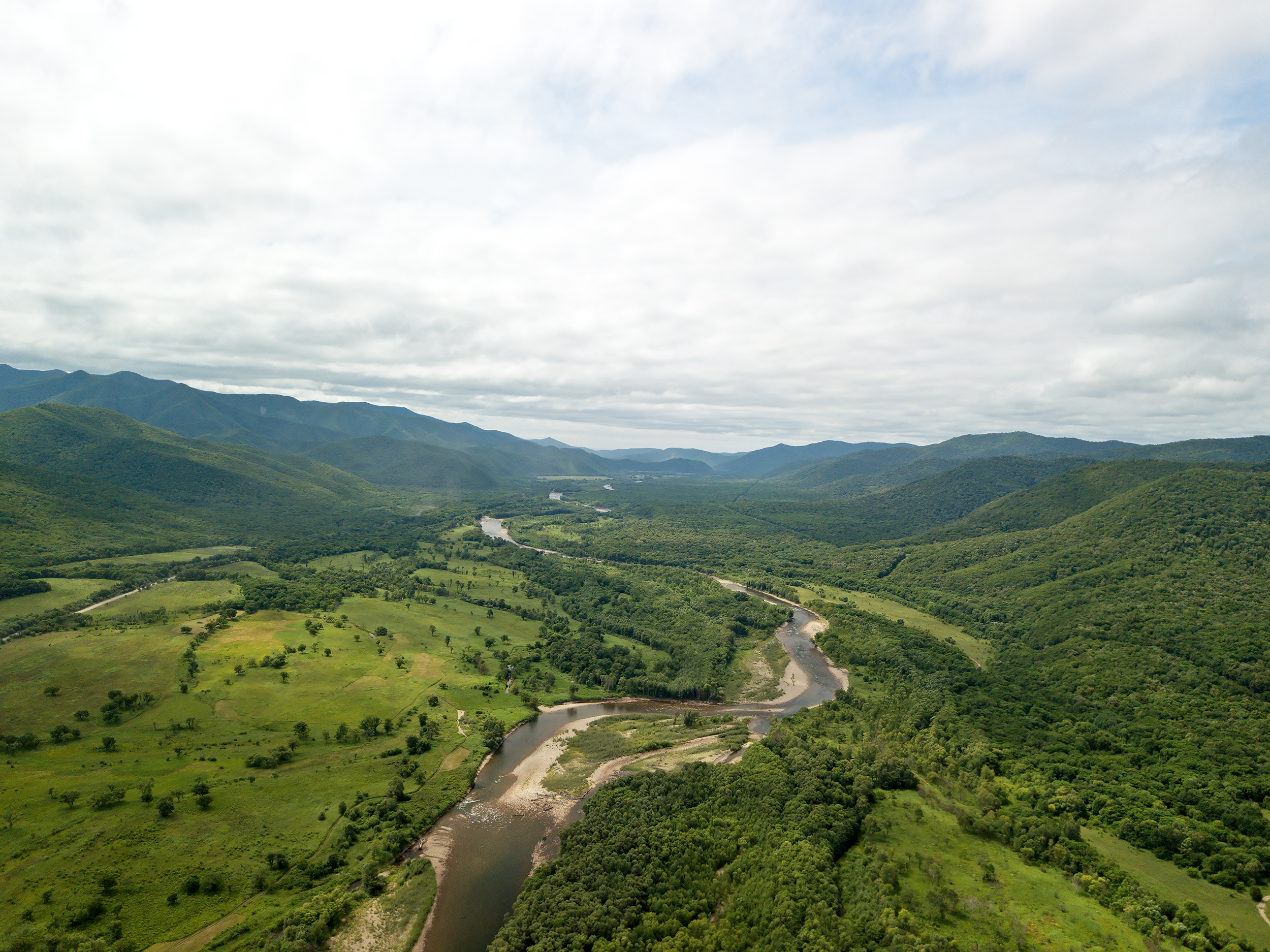
Paysage de la vallée de la rivière Kievka, écorégion du Sikhote-Aline.

La flore primorienne est constituée d'un ensemble estimé à plus de 2 000 espèces de plantes vasculaires, dont 250 espèces d'arbres. Il existe de nombreuses espèces de mousses et de lichens, et le Primorié contient une pléthore de plantes médicinales. Environ 200 espèces de la flore du Primorié sont répertoriées dans le Livre rouge de Russie. Cette diversité pour ce territoire pas très grand de Sibérie est dû à son passé récent. Contrairement à d'autres régions sibériennes, le Primorié n'a pas été recouverts par les glaces durant les dernières périodes glaciaires, mis à part certains sommets montagneux. La richesse vient aussi de sa position géographique, au croisement entre l'Eurasie et la mer du Japonn, et par extension le Pacifique, et ainsi du climat. Elle possède des espèces endémiques et des espèces reliques, et la répartition des espèces suit les latitudes et les régions géographiques du territoire. Le Primorié est recouverts par les forêts tempérées décidues et mixtes avec les mélèzes de Sibérie, l'épicéa de Yéso et les pins de Sibérie, et fait partie de la région floristique d'Asie de l'Est.
Dans le Sikhote-Aline, les forêts de mélèzes et de pins atteignent parfois les plus hauts sommets du Primorié, y compis le mont Anik. Cependant, en général, la limite des arbres existe, à environ 1200 - 1300 mètres sur les sommets côtiers du sud, à environ 1500 mètres dans les sommets éloignés du littoral, dans le Sikhote-Alin moyen et le nord du kraï, il est autour de 1300 mètres. Au-dessus de cette limite se situe généralement une ceinture végétale composé d'arbustes. Cette zone est similaire à la toudra, qui peut être trouvé sur certains plateaux et versants. Dans le sud de la cordillère, les sapins de Khinghan sont prédominants, et on retrouve aussi des forêts ivres, composées en plus de ces sapins d'épicéas de Yéso et de bouleaux. Dans le nord, l'épicée de Yeso est prédominant, tout comme le mélèze de Sibérie, peu existant dans le sud.
Lorsque l'altitude diminue, l'épicéa et le sapin sont remplacés progressivement par le bouleau de Mandchourie, les tilleuls (Tilia taquetii et Tilia amurensis) et le pin blanc de Corée. Puis lorsque l'altitude atteint les zones littoral et plaines, le chêne de Mongolie devient l'espèce prédominante. Le littoral est aussi parsemé par l'Abies holophylla, la plus grande espèce de la région, qui est cependant sujette à de l'abattage, même si la région protège l'espèce. Outre cette espèce, on retrouve aussi le frêne de Manchourie (Fraxinus mandshurica), l'orme du japon, le peuplier de Simon, le Chosenia arbutifolia et des saumes (Salix sungkianica ; Salix suchowensis ; Salix siuzevii)
Dans les plaines fluviales on retrouve de nombreux marécages avec différentes espèces de roseaux. Dans les marécages, surtout près des grands cours d'eau de la plaine du Khanka et autour du lac Khanka sont recensés en plus des roseaux de nombreux carex. La plaine du Khanka est généralement peu riche, à cause de l'omniprésence de l'agriculture, même si des bosquets de pins de Sibérie, d'abricotiers de Mandchourie et de Pyrus ussuriensis peuvent être trouvées.

### Espaces protégés
Le Primorié possède une faune et flore riche, principalement la taïga de l'Oussouri qui couvre la majeure partie du territoire (plus de 70 % du Primorié). De ces faits, le Primorié a constitué un réseau de sites protégés sur son territoire complexe. Il y a ainsi 6 zapovedniks, le plus haut niveau de protection en Russie, ainsi que 4 parcs nationaux. On trouve aussi 12 zakazniks et enfin plus de 300 monuments naturels. Les aires protégées occupaient en 2005 10 411 km2, soit 6,3 % de la superficie totale du Primorié.
Le kraï du Primorié compte six zapovedniks, c'est-à-dire des aires naturelles protégées dont l'objectif est de les conserver « éternellement vierges ». La première est la réserve naturelle de Sikhote-Aline ; créée en 1935, elle couvre une superficie de 4 016 km2 dans le Sikhote-Aline central, au nord-ouest de Terneï et au nord de Dalnegorsk. Cette réserve avait pour but originel de protéger la zibeline, mais aujourd'hui elle protège aussi de nombreuses autres espèces, dont parmi elles le tigre de l'Amour et le goral, un capriné. Elle fut déclarée en 1979 une réserve de biosphère, et depuis 2001 elle est inscrite au patrimoine mondial de l'UNESCO. L'année précédente, en 1934, la réserve naturelle de l'Oussouri fut créée avec environ 40 000 hectares, afin de protéger les forêts vierges de conifères de cette zone. Il y a aussi la réserve naturelle de Lazo : fondée en 1970 dans le sud-est du Primorié, elle fut étendue à plusieurs reprises là pour protéger surtout le tigre mais aussi les cerfs par exemple.
En 1916 fut établi la Réserve naturelle de Kedrovaïa Pad, la plus ancienne de Russie. Elle fut établi à cause d'une exploitation forestière incontrôlable, mettant en danger la taïga du sud de l'Oussouri et sa faune y habitant. 9 de ses espèces sont en voies de disparitions parmi sa faune, sans compter la flore. Au contraire, la réserve la plus jeune du Primorié est la réserve naturelle du Khanka, créée autour du lac homonyme. Avec environ 40 000 hectares, elle protège surtout le lac et sa faune, principalement les oiseaux. Il y a 44 espèces d'oiseaux du livre rouge de Russie qui y nichent, sur plus de 330 espèces d'oiseaux y vivant. Le lac compte environ 74 espèces de poissons, dont 6 répertoriées à ce même livre rouge. Enfin, le Primorié compte dans ses rangs la réserve naturelle marine de l'Extrême-Orient, créée en 1978. 98 % de sa superficie est maritime, c'est d'ailleurs la seule réserve marine de Russie, et elle couvre le golfe de Pierre-le-grand et nombre de ses petites îles.

Les parcs nationaux sont bien plus récents, avec le premier étant le parc national Zov Tigra, créé en 2007 sur une superficie de plus de 83 000 hectares. La même année fut créée pour protéger la faune locale le parc national Oudegueïskaïa Leguenda, non-loin de la réserve du Sikhote-Aline. Il y a aussi celui de la terre du léopard, pour protéger le léopard de l'Amour, qui fut créé en 2012 dans le sud-ouest du Primorié (raïon de Khassan). Enfin, en 2015 fut créée dans la vallée de la Bikine le parc national de la Bikine, qui fut intégré au patrimoine mondial de l'UNESCO en tant qu'extension du site de Sikhote-Aline.

Paysages d'espaces protégés du Kamtchatka
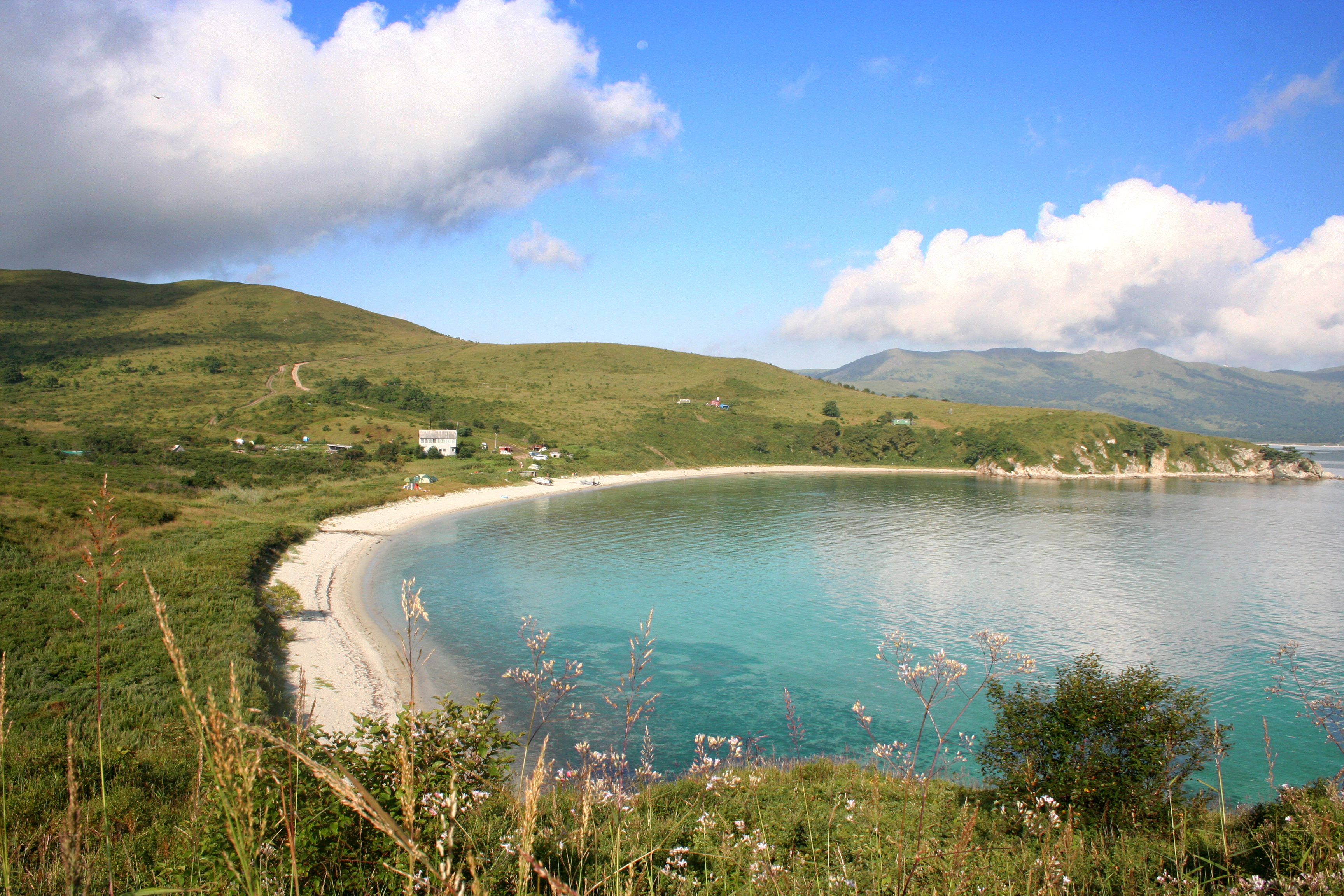
Baie du salut dans la réserve marine de l'Extrême-Orient.
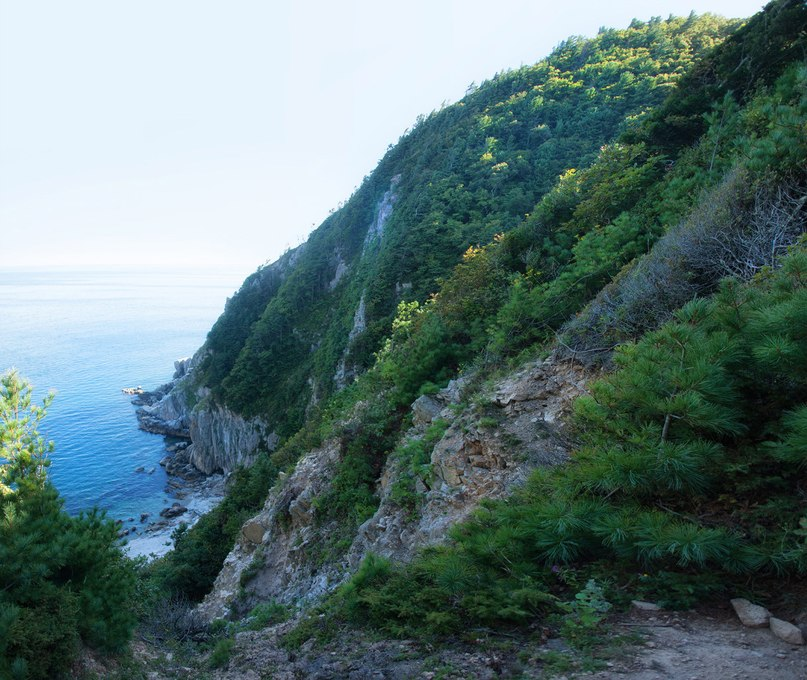
Rivage de la réserve de Lazov
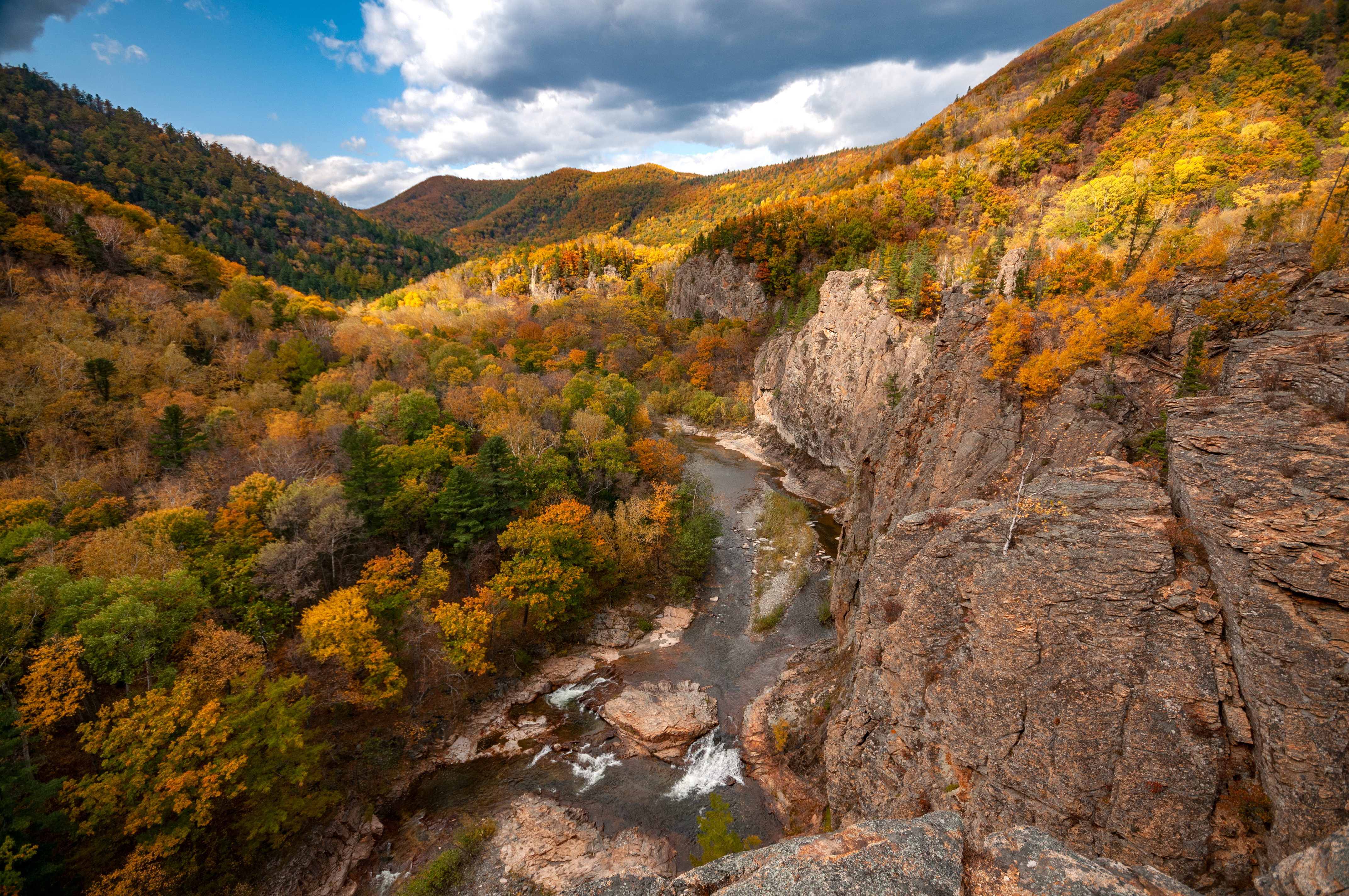
Une vallée du parc national Zov Tigra
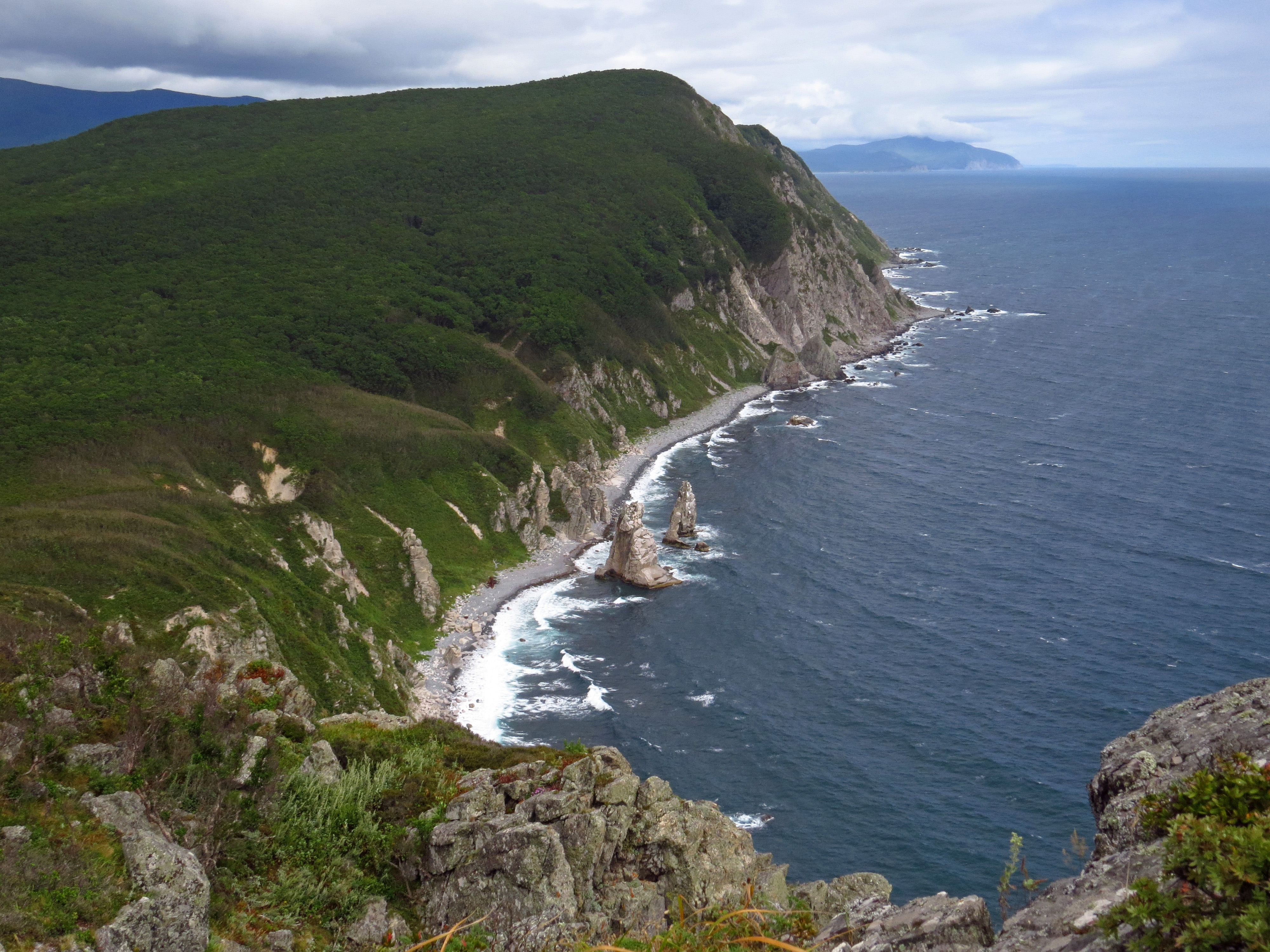
Cap Kalantcha, réserve naturelle de Sikhote-Aline.
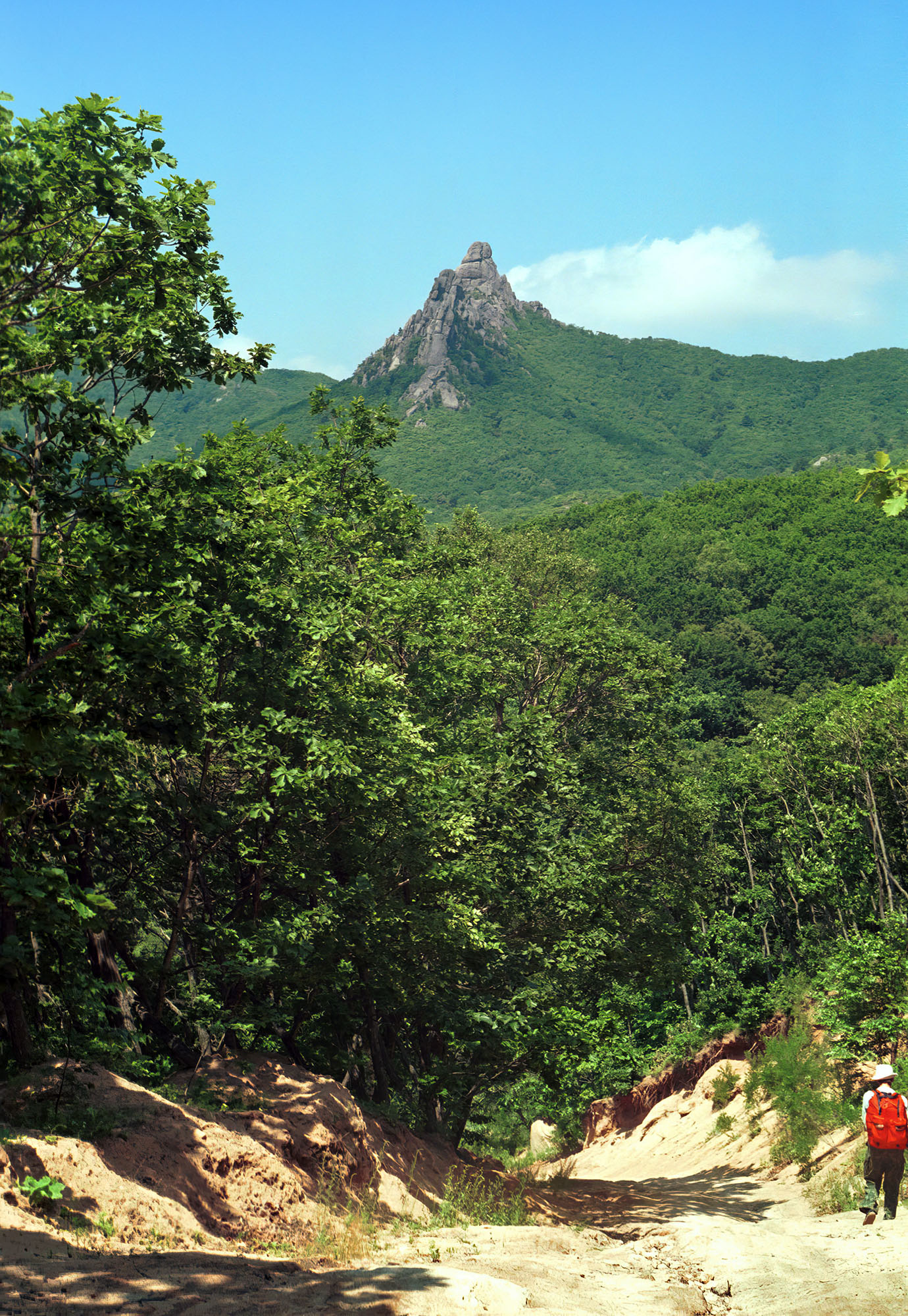
Mont Pamiatnik.